# Llista de topònims de Sant Quirze Safaja
Llista de topònims (noms propis de lloc) del municipi de Sant Quirze Safaja, al Moianès
Informació actualitzada per un bot. Els canvis manuals es perdran quan s'actualitzi!

## assentament humà
| imatge | Nom              | Ubicat a           | instància de                                     | Detalls | coordenades                                                     | Protecció | Commons (més fotos) | Dades a WD                    |
| ------ | ---------------- | ------------------ | ------------------------------------------------ | ------- | --------------------------------------------------------------- | --------- | ------------------- | ----------------------------- |
|        | Bertí            | Sant Quirze Safaja | assentament humà ens local històric de Catalunya |         | 41° 43′ 13″ N, 2° 13′ 48″ E / 41.720325°N,2.22994167°E 808 msnm |           | Bertí               | Modifica les dades a Wikidata |
|        | el Solà del Boix | Sant Quirze Safaja | assentament humà                                 |         | 41° 43′ 54″ N, 2° 08′ 54″ E / 41.73161111°N,2.14830278°E        |           |                     | Modifica les dades a Wikidata |

## bosc
| imatge | Nom               | Ubicat a           | instància de | Detalls | coordenades                                                            | Protecció | Commons (més fotos) | Dades a WD                    |
| ------ | ----------------- | ------------------ | ------------ | ------- | ---------------------------------------------------------------------- | --------- | ------------------- | ----------------------------- |
|        | Bosc Gran         | Sant Quirze Safaja | bosc         |         | 41° 43′ 10″ N, 2° 07′ 57″ E / 41.7194288889°N,2.13255277778°E          |           |                     | Modifica les dades a Wikidata |
|        | Bosc de Bernils   | Sant Quirze Safaja | bosc         |         | 41° 44′ 50″ N, 2° 11′ 02″ E / 41.7470944444°N,2.184015°E               |           |                     | Modifica les dades a Wikidata |
|        | Bosc de Can Closa | Sant Quirze Safaja | bosc         |         | 41° 43′ 56″ N, 2° 09′ 07″ E / 41.7321694444°N,2.15200305556°E          |           |                     | Modifica les dades a Wikidata |
|        | Bosc de Fornots   | Sant Quirze Safaja | bosc         |         | 41° 42′ 46″ N, 2° 09′ 53″ E / 41.7129111111°N,2.16478611111°E          |           |                     | Modifica les dades a Wikidata |
|        | Bosc de Seldasses | Sant Quirze Safaja | bosc         |         | 41° 43′ 23″ N, 2° 10′ 40″ E / 41.7230055556°N,2.17780555556°E          |           |                     | Modifica les dades a Wikidata |
|        | El Pinar          | Sant Quirze Safaja | bosc pineda  |         | 41° 42′ 32″ N, 2° 13′ 26″ E / 41.7088805556°N,2.22384166667°E 700 msnm |           |                     | Modifica les dades a Wikidata |
|        | bosc Negre        | Sant Quirze Safaja | bosc         |         | 41° 43′ 33″ N, 2° 14′ 28″ E / 41.7258638889°N,2.24113611111°E          |           |                     | Modifica les dades a Wikidata |

## camí
| imatge | Nom                           | Ubicat a                                   | instància de | Detalls       | coordenades | Protecció | Commons (més fotos) | Dades a WD                    |
| ------ | ----------------------------- | ------------------------------------------ | ------------ | ------------- | --- | --------- | ------------------- | ----------------------------- |
|        | camí de Bellavista Nova       | Sant Quirze Safaja Sant Martí de Centelles | camí         | Llarg: 4km    | 41° 43′ 14″ N, 2° 12′ 49″ E / 41.72056111111111°N,2.2136305555555555°E 41° 43′ 54″ N, 2° 13′ 15″ E / 41.73168888888889°N,2.2208°E             |           |                     | Modifica les dades a Wikidata |
|        | camí de Bernils               | Sant Quirze Safaja                         | camí         | Llarg: 4.8km  | 41° 43′ 40″ N, 2° 09′ 18″ E / 41.7279°N,2.15507°E                                                                                             |           |                     | Modifica les dades a Wikidata |
|        | camí de Pregona               | Sant Quirze Safaja                         | camí         | Llarg: 500m   | 41° 43′ 45″ N, 2° 08′ 42″ E / 41.7291°N,2.14498°E                                                                                             |           |                     | Modifica les dades a Wikidata |
|        | camí de Puigcastellar         | Sant Quirze Safaja                         | camí         | Llarg: 2500m  | 41° 43′ 45″ N, 2° 08′ 42″ E / 41.72906666666667°N,2.1449777777777776°E 41° 43′ 41″ N, 2° 07′ 34″ E / 41.72792222222222°N,2.126247222222222°E  |           |                     | Modifica les dades a Wikidata |
|        | camí de Sant Miquel del Fai   | Sant Quirze Safaja                         | camí         | Llarg: 4km    | 41° 43′ 56″ N, 2° 10′ 57″ E / 41.7321°N,2.18252°E                                                                                             |           |                     | Modifica les dades a Wikidata |
|        | camí de Sant Pere de Bertí    | Sant Quirze Safaja Sant Martí de Centelles | camí         | Llarg: 4km    | 41° 44′ 44″ N, 2° 13′ 25″ E / 41.74556944444444°N,2.2236444444444445°E 41° 43′ 14″ N, 2° 13′ 43″ E / 41.720619444444445°N,2.228677777777778°E |           |                     | Modifica les dades a Wikidata |
|        | camí de l'Ullar               | Sant Quirze Safaja                         | camí         | Llarg: 3.5km  | 41° 43′ 14″ N, 2° 13′ 43″ E / 41.7206°N,2.22869°E                                                                                             |           |                     | Modifica les dades a Wikidata |
|        | camí de la Rovireta           | Sant Quirze Safaja                         | camí         | Llarg: 2.5km  | 41° 43′ 40″ N, 2° 09′ 18″ E / 41.7279°N,2.155072222222222°E 41° 43′ 12″ N, 2° 09′ 17″ E / 41.7199°N,2.1547055555555557°E                      |           |                     | Modifica les dades a Wikidata |
|        | camí de les Roquetes          | Sant Quirze Safaja                         | camí         | Llarg: 3km    | 41° 43′ 46″ N, 2° 11′ 30″ E / 41.72956111111111°N,2.191663888888889°E 41° 43′ 39″ N, 2° 12′ 52″ E / 41.727447222222224°N,2.214497222222222°E  |           |                     | Modifica les dades a Wikidata |
|        | camí del Badó                 | Sant Quirze Safaja                         | camí         | Llarg: 0.7km  | 41° 43′ 05″ N, 2° 09′ 07″ E / 41.7181°N,2.15206°E                                                                                             |           | Camí del Badó       | Modifica les dades a Wikidata |
|        | camí del Collet de les Termes | Sant Quirze Safaja                         | camí         | Llarg: 1.9km  | 41° 43′ 09″ N, 2° 09′ 12″ E / 41.71918333333333°N,2.1532333333333336°E 41° 42′ 56″ N, 2° 07′ 59″ E / 41.715558333333334°N,2.133016666666667°E |           |                     | Modifica les dades a Wikidata |
|        | camí del Mas Bosc             | Sant Quirze Safaja Sant Martí de Centelles | camí         | Llarg: 2.2km  | 41° 44′ 44″ N, 2° 13′ 25″ E / 41.74556944444444°N,2.2236444444444445°E 41° 43′ 41″ N, 2° 12′ 43″ E / 41.72804722222222°N,2.2120277777777777°E |           |                     | Modifica les dades a Wikidata |
|        | camí del Serrà                | Sant Quirze Safaja                         | camí         | Llarg: 0.6km  | 41° 43′ 39″ N, 2° 11′ 01″ E / 41.727583333333335°N,2.1836266666666666°E 41° 43′ 23″ N, 2° 11′ 15″ E / 41.72318888888889°N,2.187422222222222°E |           |                     | Modifica les dades a Wikidata |
|        | camí del Soler de Bertí       | Sant Quirze Safaja                         | camí         | Llarg: 3km    | 41° 43′ 31″ N, 2° 11′ 34″ E / 41.72527222222222°N,2.1927861111111113°E                                                                        |           |                     | Modifica les dades a Wikidata |
|        | camí del Sot del Grau         | Sant Quirze Safaja                         | camí         | Llarg: 0.82km | 41° 43′ 14″ N, 2° 14′ 07″ E / 41.7206°N,2.23528°E                                                                                             |           |                     | Modifica les dades a Wikidata |
|        | camí del Traver               | Sant Quirze Safaja                         | camí         | Llarg: 0.55km | 41° 42′ 34″ N, 2° 13′ 55″ E / 41.7094°N,2.23196°E                                                                                             |           |                     | Modifica les dades a Wikidata |

## carretera
| imatge | Nom     | Ubicat a | instància de | Detalls | coordenades                                       | Protecció | Commons (més fotos) | Dades a WD                    |
| ------ | ------- | --- | ------------ | ------- | ------------------------------------------------- | --------- | ------------------- | ----------------------------- |
|        | BV-1341 | Sant Quirze Safaja                                                                                             | carretera    |         | 41° 43′ 24″ N, 2° 10′ 01″ E / 41.7233°N,2.16693°E |           |                     | Modifica les dades a Wikidata |
|        | C-1413b | Catalunya Caldes de Montbui Sant Feliu de Codines Sant Quirze Safaja Sant Martí de Centelles Centelles Balenyà | carretera    |         | 41° 42′ 27″ N, 2° 09′ 22″ E / 41.7075°N,2.15598°E |           |                     | Modifica les dades a Wikidata |

## casa
| imatge | Nom          | Ubicat a           | instància de | Detalls                                               | coordenades                                          | Protecció                                  | Commons (més fotos)           | Dades a WD                    |
| ------ | ------------ | ------------------ | ------------ | ----------------------------------------------------- | ---------------------------------------------------- | ------------------------------------------ | ----------------------------- | ----------------------------- |
|        | Ca n'Hortolà | Sant Quirze Safaja | casa         |                                                       | 41° 45′ 13″ N, 2° 11′ 10″ E / 41.753614°N,2.185993°E | bé integrant del patrimoni cultural català |                               | Modifica les dades a Wikidata |
|        | el Maset     | Sant Quirze Safaja | casa         | Arquitecte: Josep Puig i Cadafalch Estil: noucentisme | 41° 42′ 57″ N, 2° 08′ 56″ E / 41.7159°N,2.14884°E    | bé integrant del patrimoni cultural català | El Maset (Sant Quirze Safaja) | Modifica les dades a Wikidata |

## collada
| imatge | Nom                             | Ubicat a                                                      | instància de | Detalls | coordenades                                                         | Protecció | Commons (més fotos)   | Dades a WD                    |
| ------ | ------------------------------- | ------------------------------------------------------------- | ------------ | ------- | ------------------------------------------------------------------- | --------- | --------------------- | ----------------------------- |
|        | Coll de Nou                     | Sant Quirze Safaja                                            | collada      |         | 41° 43′ 48″ N, 2° 13′ 52″ E / 41.7301°N,2.23112°E 909.4 msnm        |           |                       | Modifica les dades a Wikidata |
|        | Collet Llis                     | Sant Quirze Safaja                                            | collada      |         | 41° 43′ 26″ N, 2° 08′ 45″ E / 41.72396389°N,2.14596389°E 688.1 msnm |           |                       | Modifica les dades a Wikidata |
|        | Collet de l'Escopeter           | Sant Quirze Safaja                                            | collada      |         | 41° 44′ 31″ N, 2° 10′ 34″ E / 41.74181667°N,2.17623611°E 779.3 msnm |           |                       | Modifica les dades a Wikidata |
|        | Collet de l'Ullar               | Sant Quirze Safaja                                            | collada      |         | 41° 42′ 59″ N, 2° 12′ 33″ E / 41.7165°N,2.20903°E 767.7 msnm        |           |                       | Modifica les dades a Wikidata |
|        | Collet de la Creu del Serrà     | Sant Quirze Safaja                                            | collada      |         | 41° 43′ 39″ N, 2° 11′ 01″ E / 41.72758333°N,2.18362667°E 692.3 msnm |           |                       | Modifica les dades a Wikidata |
|        | Collet de la Feu                | Sant Quirze Safaja                                            | collada      |         | 41° 43′ 28″ N, 2° 13′ 18″ E / 41.7244°N,2.22156°E 828.4 msnm        |           |                       | Modifica les dades a Wikidata |
|        | Collet de la Torrentera         | Sant Quirze Safaja                                            | collada      |         | 41° 43′ 03″ N, 2° 10′ 02″ E / 41.7176°N,2.16725°E 697.5 msnm        |           |                       | Modifica les dades a Wikidata |
|        | Collet de les Pereres           | Sant Quirze Safaja                                            | collada      |         | 41° 43′ 41″ N, 2° 13′ 35″ E / 41.72805278°N,2.22649167°E 861.8 msnm |           |                       | Modifica les dades a Wikidata |
|        | Collet de les Vinyes            | Sant Quirze Safaja                                            | collada      |         | 41° 43′ 03″ N, 2° 08′ 12″ E / 41.7175875°N,2.13677778°E 759.1 msnm  |           |                       | Modifica les dades a Wikidata |
|        | Collet del Soler (Bertí)        | Sant Quirze Safaja                                            | collada      |         | 41° 43′ 19″ N, 2° 12′ 52″ E / 41.72196389°N,2.21451667°E 816.4 msnm |           |                       | Modifica les dades a Wikidata |
|        | Collet dels Termes              | Sant Quirze Safaja                                            | collada      |         | 41° 42′ 56″ N, 2° 07′ 59″ E / 41.7156°N,2.13302°E 821.3 msnm        |           |                       | Modifica les dades a Wikidata |
|        | Grau de Montmany                | Sant Quirze Safaja                                            | collada      |         | 41° 43′ 01″ N, 2° 14′ 18″ E / 41.71697306°N,2.23829444°E 786.9 msnm |           |                       | Modifica les dades a Wikidata |
|        | Grau de les Escaletes           | Sant Quirze Safaja                                            | collada      |         | 41° 42′ 23″ N, 2° 12′ 54″ E / 41.70635°N,2.21509444°E               |           |                       | Modifica les dades a Wikidata |
|        | Grau del Traver                 | Sant Quirze Safaja                                            | collada      |         | 41° 42′ 31″ N, 2° 13′ 47″ E / 41.708675°N,2.22982778°E 725 msnm     |           | Grau del Traver       | Modifica les dades a Wikidata |
|        | Grauet de Quintanes             | Sant Quirze Safaja                                            | collada      |         | 41° 42′ 20″ N, 2° 13′ 12″ E / 41.7055°N,2.22011°E 650 msnm          |           |                       | Modifica les dades a Wikidata |
|        | collet de can Tripeta           | Sant Quirze Safaja el Figaró-Montmany Bigues i Riells del Fai | collada      |         | 41° 42′ 21″ N, 2° 14′ 25″ E / 41.70577222°N,2.24024167°E 696 msnm   |           | Collet de can Tripeta | Modifica les dades a Wikidata |
|        | l'Estret (Sant Quirze Safaja)   | Sant Quirze Safaja                                            | collada      |         | 41° 43′ 42″ N, 2° 10′ 02″ E / 41.72833333°N,2.1671125°E 686.7 msnm  |           |                       | Modifica les dades a Wikidata |
|        | la Collada (Sant Quirze Safaja) | Sant Quirze Safaja Sant Martí de Centelles                    | collada      |         | 41° 44′ 35″ N, 2° 11′ 10″ E / 41.743°N,2.18615°E 842.8 msnm         |           |                       | Modifica les dades a Wikidata |

## cova
| imatge | Nom                                     | Ubicat a           | instància de     | Detalls | coordenades                                                   | Protecció                                  | Commons (més fotos)                     | Dades a WD                    |
| ------ | --------------------------------------- | ------------------ | ---------------- | ------- | ------------------------------------------------------------- | ------------------------------------------ | --------------------------------------- | ----------------------------- |
|        | Balma de L'espluga (Sant Quirze Safaja) | Sant Quirze Safaja | cova             |         |                                                               |                                            |                                         | Modifica les dades a Wikidata |
|        | Balma de l'Espluga                      | Sant Quirze Safaja | cova             |         | 41° 43′ 52″ N, 2° 09′ 37″ E / 41.731248°N,2.160378°E 633 msnm | bé integrant del patrimoni cultural català | Balma de l'Espluga (Sant Quirze Safaja) | Modifica les dades a Wikidata |
|        | Balma dels Gitanos                      | Sant Quirze Safaja | cova abric rocós |         | 41° 43′ 55″ N, 2° 08′ 30″ E / 41.7319°N,2.14153°E 637 msnm    |                                            |                                         | Modifica les dades a Wikidata |
|        | Balmes del Traver                       | Sant Quirze Safaja | cova             |         | 41° 42′ 31″ N, 2° 13′ 44″ E / 41.7085°N,2.22883°E             |                                            | Balmes del Traver                       | Modifica les dades a Wikidata |

## curs d'aigua
| imatge | Nom                                    | Ubicat a                                                           | instància de | Detalls                                                     | coordenades                                                                                               | Protecció | Commons (més fotos)               | Dades a WD                    |
| ------ | -------------------------------------- | ------------------------------------------------------------------ | ------------ | ----------------------------------------------------------- | --- | --------- | --------------------------------- | ----------------------------- |
|        | Racó de la Creu                        | Sant Quirze Safaja                                                 | curs d'aigua | Desemboca: torrent del Barbot Llarg: 0.25km                 | 41° 43′ 36″ N, 2° 11′ 01″ E / 41.7267°N,2.18363°E                                                         |           |                                   | Modifica les dades a Wikidata |
|        | Sot de les Taules                      | Sant Quirze Safaja                                                 | curs d'aigua | Desemboca: el Rossinyol                                     | 41° 43′ 18″ N, 2° 12′ 13″ E / 41.7217°N,2.20362°E                                                         |           |                                   | Modifica les dades a Wikidata |
|        | Sot del Noi                            | Sant Quirze Safaja                                                 | curs d'aigua | Desemboca: torrent del Barbot Llarg: 0.2km                  | 41° 43′ 30″ N, 2° 11′ 06″ E / 41.7249°N,2.18497°E                                                         |           |                                   | Modifica les dades a Wikidata |
|        | Sot dels Arços                         | Sant Quirze Safaja                                                 | curs d'aigua | Desemboca: torrent del Sot del Grau                         | 41° 42′ 59″ N, 2° 14′ 01″ E / 41.7165°N,2.2336°E                                                          |           |                                   | Modifica les dades a Wikidata |
|        | el Rossinyol                           | Sant Quirze Safaja Sant Martí de Centelles Bigues i Riells del Fai | curs d'aigua | Desemboca: el Tenes Llarg: 4.5km                            | 41° 44′ 21″ N, 2° 11′ 39″ E / 41.739262°N,2.194283°E 41° 42′ 51″ N, 2° 11′ 22″ E / 41.714161°N,2.189422°E |           | El Rossinyol (Sant Quirze Safaja) | Modifica les dades a Wikidata |
|        | el Tenes                               | província de Barcelona Moianès Vallès Oriental                     | curs d'aigua | Desemboca: Besòs Llarg: 32.5km                              | 41° 44′ 53″ N, 2° 09′ 35″ E / 41.748152°N,2.15967°E 41° 32′ 28″ N, 2° 13′ 49″ E / 41.541249°N,2.230325°E  |           | El Tenes                          | Modifica les dades a Wikidata |
|        | riera de Puigcastellar (Castellterçol) | Sant Quirze Safaja                                                 | curs d'aigua | Desemboca: riera de Sant Quirze Llarg: 2km                  | 41° 43′ 51″ N, 2° 08′ 28″ E / 41.7308°N,2.14117°E                                                         |           |                                   | Modifica les dades a Wikidata |
|        | riera de Sant Quirze                   | Castellterçol Sant Quirze Safaja                                   | curs d'aigua | Desemboca: el Tenes Llarg: 4km                              | 41° 43′ 41″ N, 2° 09′ 10″ E / 41.728°N,2.15268°E                                                          |           |                                   | Modifica les dades a Wikidata |
|        | torrent de Bertí                       | Sant Quirze Safaja                                                 | curs d'aigua | Desemboca: torrent del Traver Llarg: 1km                    | 41° 42′ 47″ N, 2° 13′ 28″ E / 41.713°N,2.22458°E                                                          |           |                                   | Modifica les dades a Wikidata |
|        | torrent de Cal Mestret                 | Sant Quirze Safaja                                                 | curs d'aigua | Desemboca: torrent del Traver Llarg: 1km                    | 41° 42′ 51″ N, 2° 13′ 33″ E / 41.7141°N,2.22574°E                                                         |           |                                   | Modifica les dades a Wikidata |
|        | torrent de Llòbrega                    | Bigues i Riells del Fai Sant Quirze Safaja                         | curs d'aigua | Desemboca: el Tenes Llarg: 3.5km                            | 41° 42′ 29″ N, 2° 13′ 33″ E / 41.708021°N,2.225809°E 41° 41′ 52″ N, 2° 11′ 31″ E / 41.697705°N,2.192054°E |           | Torrent de Llòbrega               | Modifica les dades a Wikidata |
|        | torrent de Puigfred                    | Sant Quirze Safaja                                                 | curs d'aigua | Desemboca: torrent de l'Ullar Llarg: 1.2km                  | 41° 43′ 12″ N, 2° 13′ 17″ E / 41.7199°N,2.22147°E                                                         |           |                                   | Modifica les dades a Wikidata |
|        | torrent de Seldasses                   | Sant Quirze Safaja                                                 | curs d'aigua | Desemboca: el Tenes Llarg: 1.3km                            | 41° 43′ 14″ N, 2° 10′ 31″ E / 41.7206°N,2.17519°E                                                         |           |                                   | Modifica les dades a Wikidata |
|        | torrent de l'Espluga                   | Sant Martí de Centelles Sant Quirze Safaja                         | curs d'aigua | Desemboca: el Tenes Llarg: 5.5km                            | 41° 45′ 12″ N, 2° 12′ 03″ E / 41.75328°N,2.200815°E 41° 43′ 35″ N, 2° 09′ 35″ E / 41.726462°N,2.159859°E  |           |                                   | Modifica les dades a Wikidata |
|        | torrent de l'Ullar                     | Bigues i Riells del Fai Sant Quirze Safaja                         | curs d'aigua | Desemboca: torrent de Llòbrega Llarg: 2km                   | 41° 43′ 12″ N, 2° 13′ 17″ E / 41.719926°N,2.221482°E 41° 42′ 23″ N, 2° 12′ 39″ E / 41.706321°N,2.210813°E |           | Torrent de l'Ullar                | Modifica les dades a Wikidata |
|        | torrent de la Balma de Poses           | Sant Quirze Safaja                                                 | curs d'aigua | Desemboca: torrent dels Horts de les Ferreries Llarg: 0.8km | 41° 43′ 12″ N, 2° 09′ 52″ E / 41.7201°N,2.16435°E                                                         |           |                                   | Modifica les dades a Wikidata |
|        | torrent de la Collada                  | Sant Quirze Safaja                                                 | curs d'aigua | Desemboca: torrent de la Rovireta Llarg: 2km                | 41° 44′ 07″ N, 2° 10′ 26″ E / 41.7354°N,2.17384°E                                                         |           |                                   | Modifica les dades a Wikidata |
|        | torrent de la Corona                   | Sant Quirze Safaja                                                 | curs d'aigua | Desemboca: el Tenes Llarg: 0.6km                            | 41° 44′ 51″ N, 2° 09′ 44″ E / 41.7475°N,2.1621°E                                                          |           |                                   | Modifica les dades a Wikidata |
|        | torrent de la Font del Boix            | Sant Quirze Safaja Sant Martí de Centelles el Figaró-Montmany      | curs d'aigua | Desemboca: torrent del Bosc Negre Llarg: 1km                | 41° 43′ 45″ N, 2° 13′ 48″ E / 41.729081°N,2.230119°E 41° 43′ 35″ N, 2° 14′ 47″ E / 41.726473°N,2.246448°E |           |                                   | Modifica les dades a Wikidata |
|        | torrent de la Rovireta                 | Sant Quirze Safaja                                                 | curs d'aigua | Desemboca: el Tenes Llarg: 2km                              | 41° 44′ 07″ N, 2° 10′ 26″ E / 41.7354°N,2.17384°E                                                         |           | Torrent de la Rovireta            | Modifica les dades a Wikidata |
|        | torrent de les Roquetes                | Sant Martí de Centelles Sant Quirze Safaja                         | curs d'aigua | Desemboca: el Rossinyol Llarg: 0.8km                        | 41° 43′ 44″ N, 2° 12′ 19″ E / 41.728894°N,2.205361°E 41° 43′ 51″ N, 2° 11′ 36″ E / 41.73072°N,2.19332°E   |           |                                   | Modifica les dades a Wikidata |
|        | torrent de les Termes                  | Sant Quirze Safaja                                                 | curs d'aigua | Desemboca: torrent del Favar Llarg: 1.2km                   | 41° 43′ 34″ N, 2° 08′ 12″ E / 41.7261°N,2.1367°E                                                          |           |                                   | Modifica les dades a Wikidata |
|        | torrent de les Vinyes                  | Sant Quirze Safaja                                                 | curs d'aigua | Desemboca: torrent de la Font del Boix Llarg: 1.5km         | 41° 43′ 31″ N, 2° 08′ 57″ E / 41.7252°N,2.14921°E                                                         |           |                                   | Modifica les dades a Wikidata |
|        | torrent del Barbot                     | Sant Quirze Safaja                                                 | curs d'aigua | Desemboca: el Tenes Llarg: 1.2km                            | 41° 43′ 02″ N, 2° 10′ 58″ E / 41.7172°N,2.1829°E                                                          |           |                                   | Modifica les dades a Wikidata |
|        | torrent del Collet de la Torrentera    | Sant Quirze Safaja                                                 | curs d'aigua | Desemboca: el Tenes Llarg: 1km                              | 41° 42′ 49″ N, 2° 10′ 27″ E / 41.7135°N,2.17404°E                                                         |           |                                   | Modifica les dades a Wikidata |
|        | torrent del Favar                      | Sant Quirze Safaja                                                 | curs d'aigua | Desemboca: torrent de la Font del Boix Llarg: 1.8km         | 41° 43′ 51″ N, 2° 08′ 53″ E / 41.7308°N,2.14808°E                                                         |           |                                   | Modifica les dades a Wikidata |
|        | torrent del Gat                        | Sant Quirze Safaja Bigues i Riells del Fai                         | curs d'aigua | Desemboca: el Tenes Llarg: 2km                              | 41° 42′ 58″ N, 2° 12′ 21″ E / 41.715979°N,2.205828°E 41° 42′ 20″ N, 2° 11′ 23″ E / 41.705513°N,2.189701°E |           | Torrent del Gat                   | Modifica les dades a Wikidata |
|        | torrent del Mas Bosc                   | Sant Martí de Centelles Sant Quirze Safaja                         | curs d'aigua | Desemboca: torrent de les Roquetes Llarg: 2.4km             | 41° 43′ 44″ N, 2° 12′ 19″ E / 41.7289°N,2.20537°E                                                         |           |                                   | Modifica les dades a Wikidata |
|        | torrent del Sot de la Font Llòbrega    | Sant Quirze Safaja                                                 | curs d'aigua | Desemboca: torrent del Traver Llarg: 1km                    | 41° 42′ 47″ N, 2° 13′ 28″ E / 41.713°N,2.22458°E                                                          |           |                                   | Modifica les dades a Wikidata |
|        | torrent del Sot del Grau               | Sant Quirze Safaja                                                 | curs d'aigua | Desemboca: torrent de Cal Mestret Llarg: 1km                | 41° 42′ 47″ N, 2° 13′ 46″ E / 41.713°N,2.22938°E                                                          |           |                                   | Modifica les dades a Wikidata |
|        | torrent del Traver                     | Bigues i Riells del Fai Sant Quirze Safaja                         | curs d'aigua | Desemboca: torrent de Llòbrega Llarg: 1.5km                 | 41° 42′ 46″ N, 2° 14′ 14″ E / 41.712777°N,2.237358°E 41° 42′ 24″ N, 2° 12′ 41″ E / 41.706544°N,2.211277°E |           | Torrent del Traver                | Modifica les dades a Wikidata |
|        | torrent dels Horts de les Ferreries    | Sant Quirze Safaja                                                 | curs d'aigua | Desemboca: el Tenes Llarg: 0.5km                            | 41° 43′ 25″ N, 2° 10′ 05″ E / 41.7237°N,2.16818°E                                                         |           |                                   | Modifica les dades a Wikidata |

## església
| imatge | Nom                                               | Ubicat a           | instància de | Detalls                                                   | coordenades | Protecció                                  | Commons (més fotos)                  | Dades a WD                    |
| ------ | ------------------------------------------------- | ------------------ | ------------ | --------------------------------------------------------- | --- | ------------------------------------------ | ------------------------------------ | ----------------------------- |
|        | Mare de Déu del Roser de Can Barnils              | Sant Quirze Safaja | església     | Estil: arquitectura popular 18th century                  | 41° 45′ 19″ N, 2° 11′ 07″ E / 41.75526888888889°N,2.185365°E ca:Dalt del turó, Can Barnils 841 msnm                                                     | bé integrant del patrimoni cultural català | Mare de Déu del Roser de Can Barnils | Modifica les dades a Wikidata |
|        | Sant Antoni de Pàdua de les Torres                | Sant Quirze Safaja | església     |                                                           | 41° 43′ 05″ N, 2° 10′ 28″ E / 41.71797111°N,2.17438333°E 582 msnm                                                                                       |                                            |                                      | Modifica les dades a Wikidata |
|        | Sant Pere de Bertí                                | Sant Quirze Safaja | església     |                                                           | 41° 43′ 14″ N, 2° 13′ 43″ E / 41.72056667°N,2.228625°E ca:Bertí, accés des de la ctra. de Sant Quirze a Centelles, km. 11, cap a Cal Miqueló 703.5 msnm | bé integrant del patrimoni cultural català | Sant Pere de Bertí                   | Modifica les dades a Wikidata |
|        | capella de la Mare de Déu de les Victòries        | Sant Quirze Safaja | església     |                                                           | 41° 43′ 18″ N, 2° 09′ 32″ E / 41.721702°N,2.158756°E ca:Ctra. C-59, km. 26,5 - Camí Mas Badó                                                            | bé integrant del patrimoni cultural català |                                      | Modifica les dades a Wikidata |
|        | el Sant Crist del Clascar                         | Sant Quirze Safaja | església     | Estil: arquitectura popular 20th century                  | 41° 42′ 55″ N, 2° 13′ 44″ E / 41.7154°N,2.22875°E ca:Ctra. C-1413, km 11,2, a 6 km, el Bertí 803 msnm                                                   | bé integrant del patrimoni cultural català | El Sant Crist del Clascar            | Modifica les dades a Wikidata |
|        | església de Sant Quirze Safaja                    | Sant Quirze Safaja | església     | Estil: arquitectura romànica arquitectura del Renaixement | 41° 43′ 40″ N, 2° 09′ 18″ E / 41.7279°N,2.155072°E 629 msnm                                                                                             | bé integrant del patrimoni cultural català | Església de Sant Quirze Safaja       | Modifica les dades a Wikidata |
|        | la Mare de Déu de la Divina Providència del Serrà | Sant Quirze Safaja | església     |                                                           | 41° 43′ 25″ N, 2° 11′ 14″ E / 41.72363611°N,2.18731667°E 710.5 msnm                                                                                     |                                            |                                      | Modifica les dades a Wikidata |
|        | la Mare de Déu del Carme de Poses                 | Sant Quirze Safaja | església     |                                                           | 41° 43′ 12″ N, 2° 09′ 17″ E / 41.71988333°N,2.15476389°E 703.6 msnm                                                                                     |                                            |                                      | Modifica les dades a Wikidata |
|        | la Mare de Déu del Roser de Puigdolena            | Sant Quirze Safaja | església     |                                                           | 41° 43′ 54″ N, 2° 10′ 33″ E / 41.73153056°N,2.17593611°E 763 msnm                                                                                       |                                            |                                      | Modifica les dades a Wikidata |
|        | la Mare de Déu del Roser de la Rovireta           | Sant Quirze Safaja | església     |                                                           | 41° 44′ 06″ N, 2° 10′ 19″ E / 41.73490611°N,2.17191667°E 708.9 msnm                                                                                     |                                            |                                      | Modifica les dades a Wikidata |

## font
| imatge | Nom                  | Ubicat a           | instància de | Detalls | coordenades                                                         | Protecció | Commons (més fotos) | Dades a WD                    |
| ------ | -------------------- | ------------------ | ------------ | ------- | ------------------------------------------------------------------- | --------- | ------------------- | ----------------------------- |
|        | font Cirer           | Sant Quirze Safaja | font         |         | 41° 43′ 30″ N, 2° 09′ 59″ E / 41.7249°N,2.16628°E 585 msnm          |           |                     | Modifica les dades a Wikidata |
|        | font Fullosa         | Sant Quirze Safaja | font         |         | 41° 45′ 05″ N, 2° 11′ 12″ E / 41.75136083°N,2.18676944°E 762 msnm   |           |                     | Modifica les dades a Wikidata |
|        | font Guineu          | Sant Quirze Safaja | font         |         | 41° 43′ 18″ N, 2° 13′ 23″ E / 41.72168056°N,2.22293611°E 725 msnm   |           |                     | Modifica les dades a Wikidata |
|        | font de Poses        | Sant Quirze Safaja | font         |         | 41° 43′ 07″ N, 2° 09′ 11″ E / 41.7186°N,2.15296°E 695 msnm          |           |                     | Modifica les dades a Wikidata |
|        | font de l'Ullar      | Sant Quirze Safaja | font         |         | 41° 42′ 56″ N, 2° 12′ 41″ E / 41.71552222°N,2.2113°E 668 msnm       |           |                     | Modifica les dades a Wikidata |
|        | font de la Baga      | Sant Quirze Safaja | font         |         | 41° 45′ 11″ N, 2° 10′ 17″ E / 41.75292222°N,2.17141111°E 690 msnm   |           |                     | Modifica les dades a Wikidata |
|        | font de la Canyamera | Sant Quirze Safaja | font         |         | 41° 43′ 21″ N, 2° 09′ 01″ E / 41.7224°N,2.15038°E 676 msnm          |           |                     | Modifica les dades a Wikidata |
|        | font de la Collada   | Sant Quirze Safaja | font         |         | 41° 44′ 11″ N, 2° 10′ 35″ E / 41.736275°N,2.17651944°E 813 msnm     |           |                     | Modifica les dades a Wikidata |
|        | font del Boix        | Sant Quirze Safaja | font         |         | 41° 43′ 53″ N, 2° 14′ 03″ E / 41.73151389°N,2.23422333°E 825 msnm   |           |                     | Modifica les dades a Wikidata |
|        | font del Boix        | Sant Quirze Safaja | font         |         | 41° 43′ 38″ N, 2° 08′ 58″ E / 41.7271°N,2.14945°E 650 msnm          |           |                     | Modifica les dades a Wikidata |
|        | font del Cingle      | Sant Quirze Safaja | font         |         | 41° 43′ 37″ N, 2° 09′ 07″ E / 41.72698611°N,2.15183806°E 585 msnm   |           |                     | Modifica les dades a Wikidata |
|        | font del Clascar     | Sant Quirze Safaja | font         |         | 41° 43′ 00″ N, 2° 13′ 44″ E / 41.71676333°N,2.22900278°E 782.9 msnm |           |                     | Modifica les dades a Wikidata |
|        | font del Gatell      | Sant Quirze Safaja | font         |         | 41° 43′ 45″ N, 2° 08′ 39″ E / 41.72927222°N,2.14425°E 625 msnm      |           |                     | Modifica les dades a Wikidata |
|        | font del Mas Bosc    | Sant Quirze Safaja | font         |         | 41° 43′ 34″ N, 2° 12′ 49″ E / 41.7261°N,2.21357°E 675 msnm          |           |                     | Modifica les dades a Wikidata |
|        | font del Pollancre   | Sant Quirze Safaja | font         |         | 41° 43′ 48″ N, 2° 13′ 45″ E / 41.72993889°N,2.22919722°E 867.9 msnm |           |                     | Modifica les dades a Wikidata |
|        | font dels Cabanyals  | Sant Quirze Safaja | font         |         | 41° 43′ 43″ N, 2° 11′ 30″ E / 41.7286°N,2.19153°E 567.2 msnm        |           |                     | Modifica les dades a Wikidata |

## grau
| imatge | Nom               | Ubicat a                                   | instància de | Detalls | coordenades                                                       | Protecció | Commons (més fotos) | Dades a WD                    |
| ------ | ----------------- | ------------------------------------------ | ------------ | ------- | ----------------------------------------------------------------- | --------- | ------------------- | ----------------------------- |
|        | Grau Mercader     | Sant Quirze Safaja                         | grau         |         | 41° 42′ 32″ N, 2° 13′ 56″ E / 41.70894167°N,2.23223056°E 725 msnm |           | Grau Mercader       | Modifica les dades a Wikidata |
|        | Grauet de l'Ullar | Sant Quirze Safaja Bigues i Riells del Fai | grau         |         | 41° 42′ 28″ N, 2° 12′ 24″ E / 41.70765556°N,2.20676667°E 500 msnm |           | Grauet de l'Ullar   | Modifica les dades a Wikidata |

## indret
| imatge | Nom                        | Ubicat a                                   | instància de         | Detalls | coordenades                                                       | Protecció | Commons (més fotos)                            | Dades a WD                    |
| ------ | -------------------------- | ------------------------------------------ | -------------------- | ------- | ----------------------------------------------------------------- | --------- | ---------------------------------------------- | ----------------------------- |
|        | Artiga del Pere            | Sant Quirze Safaja                         | indret               |         | 41° 43′ 12″ N, 2° 12′ 09″ E / 41.72°N,2.20262°E                   |           |                                                | Modifica les dades a Wikidata |
|        | Baga de Cal Magre          | Sant Quirze Safaja                         | indret               |         | 41° 42′ 59″ N, 2° 13′ 15″ E / 41.7165°N,2.22088°E                 |           |                                                | Modifica les dades a Wikidata |
|        | Baga de Fontguineu         | Sant Quirze Safaja                         | indret               |         | 41° 43′ 16″ N, 2° 13′ 31″ E / 41.72100556°N,2.22536111°E          |           |                                                | Modifica les dades a Wikidata |
|        | Baga de Sant Miquel        | Sant Quirze Safaja                         | indret               |         | 41° 43′ 02″ N, 2° 12′ 14″ E / 41.71723611°N,2.20389167°E          |           |                                                | Modifica les dades a Wikidata |
|        | Baga de la Corona          | Sant Quirze Safaja                         | indret               |         | 41° 44′ 31″ N, 2° 10′ 19″ E / 41.742°N,2.17184°E 740 msnm         |           |                                                | Modifica les dades a Wikidata |
|        | Baga del Cerdà             | Sant Quirze Safaja                         | indret               |         | 41° 43′ 36″ N, 2° 09′ 26″ E / 41.72673889°N,2.15723611°E          |           |                                                | Modifica les dades a Wikidata |
|        | Baga del Mas Bosc (Bertí)  | Sant Quirze Safaja                         | indret               |         | 41° 43′ 32″ N, 2° 12′ 53″ E / 41.7256°N,2.21469°E                 |           |                                                | Modifica les dades a Wikidata |
|        | Baga del Torrents          | Sant Quirze Safaja                         | indret               |         | 41° 43′ 29″ N, 2° 09′ 48″ E / 41.72466667°N,2.16332778°E          |           |                                                | Modifica les dades a Wikidata |
|        | Baga del Traver            | Sant Quirze Safaja                         | indret               |         | 41° 42′ 47″ N, 2° 13′ 29″ E / 41.71314167°N,2.22485°E             |           |                                                | Modifica les dades a Wikidata |
|        | Bellver                    | Sant Quirze Safaja                         | indret partida rural |         | 41° 43′ 23″ N, 2° 12′ 23″ E / 41.72311111°N,2.20639444°E          |           |                                                | Modifica les dades a Wikidata |
|        | Camp d'en Coll             | Sant Quirze Safaja                         | indret               |         | 41° 42′ 54″ N, 2° 13′ 58″ E / 41.7151°N,2.23272°E 855 msnm        |           |                                                | Modifica les dades a Wikidata |
|        | Camp de Sa                 | Sant Quirze Safaja                         | indret               |         | 41° 42′ 37″ N, 2° 12′ 51″ E / 41.71013889°N,2.21425°E 683.1 msnm  |           |                                                | Modifica les dades a Wikidata |
|        | Camp de l'Escopeter        | Sant Quirze Safaja                         | indret               |         | 41° 44′ 27″ N, 2° 10′ 24″ E / 41.74073056°N,2.17343056°E 775 msnm |           |                                                | Modifica les dades a Wikidata |
|        | Camp del Mill              | Sant Quirze Safaja                         | indret               |         | 41° 43′ 04″ N, 2° 13′ 30″ E / 41.71772389°N,2.22504722°E 795 msnm |           |                                                | Modifica les dades a Wikidata |
|        | Camps de Bernils           | Sant Quirze Safaja                         | indret               |         | 41° 45′ 16″ N, 2° 11′ 06″ E / 41.75450278°N,2.18513722°E 810 msnm |           |                                                | Modifica les dades a Wikidata |
|        | Camps de Ca l'Esmolet      | Sant Quirze Safaja                         | indret               |         | 41° 43′ 05″ N, 2° 13′ 49″ E / 41.71814056°N,2.23031111°E 830 msnm |           |                                                | Modifica les dades a Wikidata |
|        | Camps de Cabanyals         | Sant Quirze Safaja                         | indret               |         | 41° 43′ 33″ N, 2° 11′ 36″ E / 41.7259°N,2.19344°E 560 msnm        |           |                                                | Modifica les dades a Wikidata |
|        | Camps de Cal Magre         | Sant Quirze Safaja                         | indret               |         | 41° 43′ 19″ N, 2° 13′ 43″ E / 41.721925°N,2.2285°E 800 msnm       |           |                                                | Modifica les dades a Wikidata |
|        | Camps de Can Volant        | Sant Quirze Safaja                         | indret               |         | 41° 43′ 29″ N, 2° 14′ 12″ E / 41.7248°N,2.23668°E 850 msnm        |           |                                                | Modifica les dades a Wikidata |
|        | Camps de Plana Serra       | Sant Quirze Safaja                         | indret               |         | 41° 43′ 47″ N, 2° 10′ 53″ E / 41.7298°N,2.18143°E 700 msnm        |           |                                                | Modifica les dades a Wikidata |
|        | Camps de Serracarbassa     | Sant Quirze Safaja                         | indret               |         | 41° 44′ 43″ N, 2° 10′ 22″ E / 41.74531111°N,2.172875°E 760 msnm   |           |                                                | Modifica les dades a Wikidata |
|        | Camps de Serratacó         | Sant Quirze Safaja                         | indret               |         | 41° 44′ 52″ N, 2° 10′ 07″ E / 41.7477°N,2.16856°E 740 msnm        |           |                                                | Modifica les dades a Wikidata |
|        | Camps de l'Escaiola        | Sant Quirze Safaja                         | indret               |         | 41° 43′ 04″ N, 2° 08′ 43″ E / 41.71778417°N,2.14525833°E 735 msnm |           |                                                | Modifica les dades a Wikidata |
|        | Camps del Bosc             | Sant Quirze Safaja                         | indret               |         | 41° 45′ 00″ N, 2° 10′ 23″ E / 41.75005139°N,2.17303889°E 740 msnm |           |                                                | Modifica les dades a Wikidata |
|        | Camps del Clascar          | Sant Quirze Safaja                         | indret               |         | 41° 42′ 59″ N, 2° 13′ 42″ E / 41.71628889°N,2.22820556°E 780 msnm |           |                                                | Modifica les dades a Wikidata |
|        | Camps del Collell          | Sant Quirze Safaja                         | indret               |         | 41° 43′ 33″ N, 2° 09′ 56″ E / 41.725766°N,2.165529°E 600 msnm     |           |                                                | Modifica les dades a Wikidata |
|        | Camps del Rector           | Sant Quirze Safaja                         | indret               |         | 41° 43′ 48″ N, 2° 09′ 22″ E / 41.7301°N,2.1562°E 650 msnm         |           |                                                | Modifica les dades a Wikidata |
|        | Camps del Soler de Bertí   | Sant Quirze Safaja                         | indret               |         | 41° 43′ 13″ N, 2° 12′ 36″ E / 41.72024167°N,2.21008056°E 770 msnm |           |                                                | Modifica les dades a Wikidata |
|        | Camps del Traver           | Sant Quirze Safaja                         | indret               |         | 41° 42′ 39″ N, 2° 13′ 32″ E / 41.71091944°N,2.22558333°E 770 msnm |           |                                                | Modifica les dades a Wikidata |
|        | Cingles de l'Onyó          | Sant Quirze Safaja                         | indret               |         | 41° 42′ 55″ N, 2° 12′ 00″ E / 41.715235°N,2.200049°E 700 msnm     |           |                                                | Modifica les dades a Wikidata |
|        | Coma Alta                  | Sant Quirze Safaja                         | indret               |         | 41° 44′ 50″ N, 2° 11′ 16″ E / 41.74713889°N,2.18784167°E          |           |                                                | Modifica les dades a Wikidata |
|        | Costa de Cabanyals         | Sant Quirze Safaja                         | indret               |         | 41° 43′ 27″ N, 2° 11′ 24″ E / 41.72426667°N,2.19008056°E          |           |                                                | Modifica les dades a Wikidata |
|        | Costa del Barbot           | Sant Quirze Safaja                         | indret               |         | 41° 43′ 19″ N, 2° 10′ 57″ E / 41.72189167°N,2.18244722°E          |           |                                                | Modifica les dades a Wikidata |
|        | Creu de les Torres         | Sant Quirze Safaja                         | indret               |         | 41° 43′ 05″ N, 2° 10′ 41″ E / 41.71800944°N,2.17799167°E          |           |                                                | Modifica les dades a Wikidata |
|        | El Collell                 | Sant Quirze Safaja                         | indret               |         | 41° 43′ 34″ N, 2° 10′ 05″ E / 41.7261°N,2.16795°E 610 msnm        |           |                                                | Modifica les dades a Wikidata |
|        | El Cucut                   | Sant Quirze Safaja                         | indret               |         | 41° 43′ 05″ N, 2° 09′ 00″ E / 41.7181°N,2.15003°E 716 msnm        |           | El Cucut (Sant Quirze Safaja)                  | Modifica les dades a Wikidata |
|        | El Favar                   | Sant Quirze Safaja                         | indret               |         | 41° 43′ 34″ N, 2° 08′ 10″ E / 41.7262°N,2.13602°E 695 msnm        |           |                                                | Modifica les dades a Wikidata |
|        | El Forn                    | Sant Quirze Safaja                         | indret               |         | 41° 43′ 43″ N, 2° 08′ 24″ E / 41.7286°N,2.14°E 650 msnm           |           |                                                | Modifica les dades a Wikidata |
|        | El Gatosar                 | Sant Quirze Safaja                         | indret               |         | 41° 42′ 56″ N, 2° 11′ 58″ E / 41.71543333°N,2.19951667°E          |           |                                                | Modifica les dades a Wikidata |
|        | El Rossinyoler             | Sant Quirze Safaja                         | indret               |         | 41° 43′ 31″ N, 2° 11′ 10″ E / 41.72536944°N,2.18613056°E 675 msnm |           |                                                | Modifica les dades a Wikidata |
|        | El Séc dels Ducs           | Sant Quirze Safaja                         | indret               |         | 41° 42′ 35″ N, 2° 12′ 57″ E / 41.7097°N,2.2157°E                  |           |                                                | Modifica les dades a Wikidata |
|        | Els Palenys                | Sant Quirze Safaja                         | indret               |         | 41° 42′ 49″ N, 2° 08′ 40″ E / 41.7135°N,2.14446667°E              |           |                                                | Modifica les dades a Wikidata |
|        | Els Sots                   | Sant Martí de Centelles Sant Quirze Safaja | indret               |         | 41° 43′ 49″ N, 2° 14′ 23″ E / 41.7302°N,2.23967°E                 |           |                                                | Modifica les dades a Wikidata |
|        | Escletxot de Can Volant    | Sant Quirze Safaja                         | indret               |         | 41° 43′ 16″ N, 2° 14′ 09″ E / 41.72099167°N,2.2358375°E           |           |                                                | Modifica les dades a Wikidata |
|        | Feixa Perduda              | Sant Quirze Safaja                         | indret               |         | 41° 42′ 54″ N, 2° 08′ 59″ E / 41.71489167°N,2.14981111°E 710 msnm |           |                                                | Modifica les dades a Wikidata |
|        | Feixa Plana                | Sant Quirze Safaja Sant Martí de Centelles | indret               |         | 41° 44′ 18″ N, 2° 11′ 23″ E / 41.73832778°N,2.18971667°E 690 msnm |           |                                                | Modifica les dades a Wikidata |
|        | Horts de les Ferreries     | Sant Quirze Safaja                         | indret               |         | 41° 43′ 14″ N, 2° 09′ 50″ E / 41.7205°N,2.16399°E 620 msnm        |           |                                                | Modifica les dades a Wikidata |
|        | La Bruguera                | Sant Quirze Safaja                         | indret               |         | 41° 42′ 38″ N, 2° 14′ 17″ E / 41.71063056°N,2.23809167°E          |           |                                                | Modifica les dades a Wikidata |
|        | La Cauma                   | Sant Quirze Safaja                         | indret               |         | 41° 42′ 38″ N, 2° 13′ 02″ E / 41.71063056°N,2.2171725°E 595 msnm  |           |                                                | Modifica les dades a Wikidata |
|        | La Culalta                 | Sant Quirze Safaja                         | indret               |         | 41° 44′ 11″ N, 2° 10′ 35″ E / 41.736275°N,2.17651944°E            |           |                                                | Modifica les dades a Wikidata |
|        | La Feu del Torres          | Sant Quirze Safaja                         | indret               |         | 41° 43′ 19″ N, 2° 11′ 44″ E / 41.722°N,2.19559°E                  |           |                                                | Modifica les dades a Wikidata |
|        | La Vinyota                 | Sant Quirze Safaja                         | indret               |         | 41° 43′ 08″ N, 2° 12′ 44″ E / 41.7189°N,2.21222°E 775 msnm        |           |                                                | Modifica les dades a Wikidata |
|        | Les Escaletes              | Sant Quirze Safaja                         | indret               |         | 41° 43′ 12″ N, 2° 13′ 40″ E / 41.720025°N,2.22774167°E 794 msnm   |           |                                                | Modifica les dades a Wikidata |
|        | Mirador del Sot del Grau   | Sant Quirze Safaja                         | indret               |         | 41° 43′ 07″ N, 2° 14′ 17″ E / 41.71870361°N,2.23799167°E 760 msnm |           |                                                | Modifica les dades a Wikidata |
|        | Miranda dels Frares        | Sant Quirze Safaja                         | indret               |         | 41° 42′ 30″ N, 2° 11′ 50″ E / 41.7084°N,2.1972°E 625 msnm         |           |                                                | Modifica les dades a Wikidata |
|        | Obaga Negra                | Sant Quirze Safaja                         | indret               |         | 41° 42′ 47″ N, 2° 13′ 29″ E / 41.7131°N,2.22485°E                 |           |                                                | Modifica les dades a Wikidata |
|        | Pla d'Iglésies             | Sant Quirze Safaja                         | indret               |         | 41° 43′ 17″ N, 2° 11′ 27″ E / 41.72130278°N,2.19092222°E 635 msnm |           |                                                | Modifica les dades a Wikidata |
|        | Pla de Bernils             | Sant Quirze Safaja                         | indret               |         | 41° 43′ 42″ N, 2° 13′ 46″ E / 41.72832778°N,2.22934167°E 935 msnm |           |                                                | Modifica les dades a Wikidata |
|        | Pla de Can Riera           | Sant Quirze Safaja                         | indret               |         | 41° 44′ 13″ N, 2° 09′ 37″ E / 41.73681111°N,2.16022222°E 705 msnm |           |                                                | Modifica les dades a Wikidata |
|        | Pla de la Casanova         | Sant Quirze Safaja                         | indret               |         | 41° 43′ 40″ N, 2° 10′ 29″ E / 41.727659°N,2.174594°E 675 msnm     |           | Pla de la Casanova                             | Modifica les dades a Wikidata |
|        | Pla de la Serra            | Sant Quirze Safaja                         | indret               |         | 41° 42′ 51″ N, 2° 13′ 00″ E / 41.71407222°N,2.21667028°E 735 msnm |           |                                                | Modifica les dades a Wikidata |
|        | Pla del Lledoner           | Sant Quirze Safaja                         | indret               |         | 41° 43′ 02″ N, 2° 12′ 32″ E / 41.71729°N,2.208988°E 774 msnm      |           |                                                | Modifica les dades a Wikidata |
|        | Pla del Plans              | Sant Quirze Safaja Sant Martí de Centelles | indret               |         | 41° 44′ 05″ N, 2° 11′ 25″ E / 41.73459222°N,2.19023889°E 705 msnm |           |                                                | Modifica les dades a Wikidata |
|        | Pla dels Gats              | Sant Quirze Safaja                         | indret               |         | 41° 43′ 18″ N, 2° 11′ 38″ E / 41.721637°N,2.193978°E 575 msnm     |           |                                                | Modifica les dades a Wikidata |
|        | Pla dels Pinetons          | Sant Quirze Safaja                         | indret               |         | 41° 43′ 28″ N, 2° 10′ 49″ E / 41.7245°N,2.18021°E 665 msnm        |           |                                                | Modifica les dades a Wikidata |
|        | Planots de Pregona         | Sant Quirze Safaja                         | indret               |         | 41° 43′ 26″ N, 2° 07′ 47″ E / 41.72388333°N,2.12975833°E 810 msnm |           |                                                | Modifica les dades a Wikidata |
|        | Plaça dels Cèntims         | Sant Quirze Safaja                         | indret               |         | 41° 42′ 19″ N, 2° 12′ 56″ E / 41.70524444°N,2.21558889°E          |           |                                                | Modifica les dades a Wikidata |
|        | Punta del Cèntim           | Sant Quirze Safaja                         | indret               |         | 41° 42′ 47″ N, 2° 12′ 34″ E / 41.713052°N,2.209345°E 707 msnm     |           |                                                | Modifica les dades a Wikidata |
|        | Quintaneta de la Corona    | Sant Quirze Safaja                         | indret               |         | 41° 44′ 38″ N, 2° 09′ 54″ E / 41.74392778°N,2.16510833°E 725 msnm |           |                                                | Modifica les dades a Wikidata |
|        | Revolt del Sis             | Sant Quirze Safaja                         | indret               |         | 41° 43′ 33″ N, 2° 10′ 53″ E / 41.7258°N,2.18135°E                 |           |                                                | Modifica les dades a Wikidata |
|        | Revolt dels Dotze Apòstols | Sant Quirze Safaja                         | indret               |         | 41° 43′ 23″ N, 2° 08′ 47″ E / 41.72295278°N,2.14639722°E          |           |                                                | Modifica les dades a Wikidata |
|        | Roca Gironella             | Sant Quirze Safaja                         | indret               |         | 41° 43′ 27″ N, 2° 11′ 32″ E / 41.7241°N,2.19226°E                 |           |                                                | Modifica les dades a Wikidata |
|        | Roques Codines             | Sant Quirze Safaja                         | indret               |         | 41° 44′ 16″ N, 2° 10′ 16″ E / 41.737825°N,2.17104722°E            |           |                                                | Modifica les dades a Wikidata |
|        | Rost de les Alzines        | Sant Quirze Safaja                         | indret               |         | 41° 42′ 59″ N, 2° 08′ 35″ E / 41.71634444°N,2.14308333°E          |           |                                                | Modifica les dades a Wikidata |
|        | Rost de les Pinasses       | Sant Quirze Safaja                         | indret               |         | 41° 42′ 57″ N, 2° 08′ 22″ E / 41.71596389°N,2.13945°E             |           |                                                | Modifica les dades a Wikidata |
|        | Solell de Cal Magre        | Sant Quirze Safaja                         | indret               |         | 41° 42′ 48″ N, 2° 13′ 09″ E / 41.7132°N,2.21915778°E 725 msnm     |           |                                                | Modifica les dades a Wikidata |
|        | Solell del Soler           | Sant Quirze Safaja                         | indret               |         | 41° 43′ 17″ N, 2° 13′ 14″ E / 41.72148333°N,2.22054722°E          |           |                                                | Modifica les dades a Wikidata |
|        | Solella Gran               | Sant Quirze Safaja                         | indret               |         | 41° 43′ 07″ N, 2° 12′ 42″ E / 41.7185°N,2.21166°E 750 msnm        |           |                                                | Modifica les dades a Wikidata |
|        | Solella de Cal Quitzo      | Sant Quirze Safaja                         | indret               |         | 41° 43′ 30″ N, 2° 12′ 09″ E / 41.725°N,2.20262°E 725 msnm         |           |                                                | Modifica les dades a Wikidata |
|        | Solella de Can Bernat      | Sant Quirze Safaja                         | indret               |         | 41° 44′ 18″ N, 2° 11′ 06″ E / 41.7382°N,2.18488°E                 |           |                                                | Modifica les dades a Wikidata |
|        | Solella de Can Sants       | Sant Quirze Safaja                         | indret               |         | 41° 44′ 03″ N, 2° 10′ 55″ E / 41.7342°N,2.18203°E 725 msnm        |           |                                                | Modifica les dades a Wikidata |
|        | Solella de la Casanova     | Sant Quirze Safaja                         | indret               |         | 41° 43′ 36″ N, 2° 10′ 17″ E / 41.7267°N,2.17146°E                 |           |                                                | Modifica les dades a Wikidata |
|        | Solella de la Rovira       | Sant Quirze Safaja                         | indret               |         | 41° 42′ 45″ N, 2° 14′ 26″ E / 41.7126°N,2.24066°E 650 msnm        |           | Solella de la Rovira (Montmany de Puiggraciós) | Modifica les dades a Wikidata |
|        | Solella de la Rovireta     | Sant Quirze Safaja                         | indret               |         | 41° 44′ 00″ N, 2° 10′ 10″ E / 41.73324444°N,2.16956111°E 700 msnm |           |                                                | Modifica les dades a Wikidata |
|        | Solella de les Vinyes      | Sant Quirze Safaja                         | indret               |         | 41° 43′ 16″ N, 2° 08′ 32″ E / 41.7212°N,2.14223°E 725 msnm        |           |                                                | Modifica les dades a Wikidata |
|        | Solella del Clascar        | Sant Quirze Safaja                         | indret               |         | 41° 42′ 54″ N, 2° 13′ 58″ E / 41.71510556°N,2.23271667°E 750 msnm |           |                                                | Modifica les dades a Wikidata |
|        | Solella del Serrà          | Sant Quirze Safaja                         | indret               |         | 41° 43′ 10″ N, 2° 11′ 11″ E / 41.71938°N,2.18632222°E             |           |                                                | Modifica les dades a Wikidata |
|        | Solella del Traver         | Sant Quirze Safaja                         | indret               |         | 41° 42′ 36″ N, 2° 13′ 19″ E / 41.70988333°N,2.22185°E 750 msnm    |           |                                                | Modifica les dades a Wikidata |
|        | Solella dels Plans         | Sant Quirze Safaja Sant Martí de Centelles | indret               |         | 41° 43′ 55″ N, 2° 11′ 29″ E / 41.73189444°N,2.19148333°E          |           |                                                | Modifica les dades a Wikidata |
|        | Sot de Bernils             | Sant Quirze Safaja                         | indret               |         | 41° 43′ 20″ N, 2° 13′ 20″ E / 41.7222°N,2.22214°E                 |           |                                                | Modifica les dades a Wikidata |
|        | Sot de Querós              | Sant Quirze Safaja                         | indret               |         | 41° 43′ 13″ N, 2° 13′ 30″ E / 41.72033333°N,2.2251°E              |           |                                                | Modifica les dades a Wikidata |
|        | Sot de l'Avanc             | Sant Quirze Safaja                         | indret               |         | 41° 44′ 07″ N, 2° 09′ 45″ E / 41.73517722°N,2.16252222°E          |           |                                                | Modifica les dades a Wikidata |
|        | Sot de l'Ullar             | Sant Quirze Safaja Bigues i Riells del Fai | indret               |         | 41° 42′ 39″ N, 2° 12′ 40″ E / 41.71093056°N,2.21103333°E 575 msnm |           | Sot de l'Ullar                                 | Modifica les dades a Wikidata |
|        | Sot de la Font del Boix    | Sant Quirze Safaja                         | indret               |         | 41° 43′ 22″ N, 2° 08′ 46″ E / 41.72288056°N,2.14616389°E          |           |                                                | Modifica les dades a Wikidata |
|        | Sot de la Rovireta         | Sant Quirze Safaja                         | indret               |         | 41° 43′ 53″ N, 2° 10′ 15″ E / 41.73130556°N,2.17075°E             |           |                                                | Modifica les dades a Wikidata |
|        | Sot del Colomer (Bertí)    | Sant Quirze Safaja                         | indret               |         | 41° 43′ 04″ N, 2° 12′ 49″ E / 41.71776861°N,2.21358333°E          |           |                                                | Modifica les dades a Wikidata |
|        | Sot del Fandracs           | Sant Quirze Safaja                         | indret               |         | 41° 43′ 09″ N, 2° 12′ 57″ E / 41.7193°N,2.21596°E                 |           |                                                | Modifica les dades a Wikidata |
|        | la Sabatera                | Sant Quirze Safaja                         | indret               |         | 41° 43′ 53″ N, 2° 08′ 19″ E / 41.73127222°N,2.13873333°E          |           |                                                | Modifica les dades a Wikidata |

## masia
| imatge | Nom                   | Ubicat a                                   | instància de | Detalls                                     | coordenades | Protecció                                  | Commons (més fotos)             | Dades a WD                    |
| ------ | --------------------- | ------------------------------------------ | ------------ | ------------------------------------------- | --- | ------------------------------------------ | ------------------------------- | ----------------------------- |
|        | Bernils               | Sant Quirze Safaja                         | masia        | Estat: ruïnós                               | 41° 43′ 28″ N, 2° 13′ 43″ E / 41.72444444°N,2.22874167°E 882 msnm                                                                        |                                            |                                 | Modifica les dades a Wikidata |
|        | Ca l'Escolà           | Sant Quirze Safaja                         | masia        |                                             | 41° 43′ 14″ N, 2° 13′ 43″ E / 41.72042222°N,2.22874722°E 801 msnm                                                                        |                                            | Ca l'Escolà (Bertí)             | Modifica les dades a Wikidata |
|        | Ca l'Escopeter        | Sant Quirze Safaja                         | masia        |                                             | 41° 44′ 26″ N, 2° 10′ 30″ E / 41.7406744053471°N,2.17510243604962°E                                                                      |                                            |                                 | Modifica les dades a Wikidata |
|        | Ca l'Esmolet          | Sant Quirze Safaja                         | masia        | Estat: ruïnós                               | 41° 43′ 05″ N, 2° 13′ 54″ E / 41.71798361°N,2.23172778°E 848 msnm                                                                        |                                            | Ca l'Esmolet                    | Modifica les dades a Wikidata |
|        | Cabanyals             | Sant Quirze Safaja                         | masia        |                                             | 41° 43′ 36″ N, 2° 11′ 26″ E / 41.72661111°N,2.19060833°E 580 msnm                                                                        |                                            |                                 | Modifica les dades a Wikidata |
|        | Cal Carabrut          | Sant Quirze Safaja                         | masia        |                                             | 41° 43′ 47″ N, 2° 08′ 40″ E / 41.7298°N,2.14436°E 623 msnm                                                                               |                                            |                                 | Modifica les dades a Wikidata |
|        | Cal Climent           | Sant Quirze Safaja                         | masia        |                                             | 41° 43′ 20″ N, 2° 09′ 58″ E / 41.7221°N,2.16599°E 589 msnm                                                                               |                                            |                                 | Modifica les dades a Wikidata |
|        | Cal Colomer           | Sant Quirze Safaja                         | masia        |                                             | 41° 43′ 44″ N, 2° 08′ 44″ E / 41.7288°N,2.14563°E 627.2 msnm                                                                             |                                            |                                 | Modifica les dades a Wikidata |
|        | Cal Guitzo            | Sant Quirze Safaja                         | masia        | Estat: ruïnós                               | 41° 43′ 31″ N, 2° 11′ 40″ E / 41.725151°N,2.194461°E 635 msnm                                                                            |                                            | Cal Guitzo                      | Modifica les dades a Wikidata |
|        | Cal Magre             | Sant Quirze Safaja                         | masia        |                                             | 41° 43′ 14″ N, 2° 13′ 43″ E / 41.72042222°N,2.22874722°E 802 msnm                                                                        |                                            | Cal Magre (Bertí)               | Modifica les dades a Wikidata |
|        | Cal Menut             | Sant Quirze Safaja                         | masia        |                                             | 41° 43′ 41″ N, 2° 09′ 23″ E / 41.728109°N,2.156361°E 645 msnm                                                                            |                                            |                                 | Modifica les dades a Wikidata |
|        | Cal Mestre            | Sant Quirze Safaja                         | masia        |                                             | 41° 44′ 07″ N, 2° 11′ 07″ E / 41.73524139°N,2.18518167°E 705 msnm                                                                        |                                            |                                 | Modifica les dades a Wikidata |
|        | Cal Mestret           | Sant Quirze Safaja                         | masia        |                                             | 41° 42′ 36″ N, 2° 13′ 52″ E / 41.71012778°N,2.23112222°E 752 msnm                                                                        |                                            | Cal Mestret (Bertí)             | Modifica les dades a Wikidata |
|        | Cal Pastor            | Sant Quirze Safaja                         | masia        |                                             | 41° 43′ 42″ N, 2° 09′ 07″ E / 41.7282°N,2.15184°E 597 msnm                                                                               |                                            |                                 | Modifica les dades a Wikidata |
|        | Cal Regàs             | Sant Quirze Safaja                         | masia        | Estat: enderrocat o destruït                | 41° 43′ 41″ N, 2° 11′ 49″ E / 41.72798889°N,2.19708333°E 718 msnm                                                                        |                                            |                                 | Modifica les dades a Wikidata |
|        | Cal Rosso             | Sant Quirze Safaja                         | masia        | Estat: enderrocat o destruït                | 41° 43′ 39″ N, 2° 14′ 07″ E / 41.72762778°N,2.23538889°E 825 msnm                                                                        |                                            |                                 | Modifica les dades a Wikidata |
|        | Can Barnils           | Sant Quirze Safaja                         | masia        | Estil: neoclassicisme 19th century          | 41° 45′ 13″ N, 2° 11′ 09″ E / 41.7536°N,2.1858°E ca:Dalt la Serra 821 msnm                                                               | bé integrant del patrimoni cultural català | Can Barnils                     | Modifica les dades a Wikidata |
|        | Can Bernat            | Sant Quirze Safaja                         | masia        |                                             | 41° 44′ 11″ N, 2° 11′ 04″ E / 41.7365°N,2.1845°E 712 msnm                                                                                |                                            |                                 | Modifica les dades a Wikidata |
|        | Can Borra             | Sant Quirze Safaja                         | masia        | Estat: enderrocat o destruït                | 41° 42′ 39″ N, 2° 13′ 53″ E / 41.7109°N,2.23131°E 754 msnm                                                                               |                                            |                                 | Modifica les dades a Wikidata |
|        | Can Brugueroles       | Sant Quirze Safaja                         | masia        |                                             | 41° 43′ 57″ N, 2° 09′ 18″ E / 41.7325°N,2.15498°E 633 msnm                                                                               |                                            |                                 | Modifica les dades a Wikidata |
|        | Can Calamites         | Sant Quirze Safaja                         | masia        | Estat: ruïnós                               | 41° 44′ 09″ N, 2° 11′ 02″ E / 41.735727°N,2.183917°E 727 msnm                                                                            |                                            |                                 | Modifica les dades a Wikidata |
|        | Can Canel·la          | Sant Quirze Safaja                         | masia        | Estat: enderrocat o destruït                | 41° 42′ 46″ N, 2° 13′ 59″ E / 41.71268889°N,2.23315556°E 796 msnm                                                                        |                                            |                                 | Modifica les dades a Wikidata |
|        | Can Carrau            | Sant Quirze Safaja                         | masia        | Estat: enderrocat o destruït                | 41° 43′ 17″ N, 2° 13′ 59″ E / 41.72128333°N,2.23306944°E 840 msnm                                                                        |                                            |                                 | Modifica les dades a Wikidata |
|        | Can Curt              | Sant Quirze Safaja                         | masia        |                                             | 41° 43′ 59″ N, 2° 09′ 15″ E / 41.7331°N,2.15403°E 627 msnm                                                                               |                                            |                                 | Modifica les dades a Wikidata |
|        | Can Ferreres          | Sant Quirze Safaja                         | masia        |                                             | 41° 43′ 56″ N, 2° 09′ 25″ E / 41.7321°N,2.15686°E 620 msnm                                                                               |                                            |                                 | Modifica les dades a Wikidata |
|        | Can Gall              | Sant Quirze Safaja                         | masia        | Estat: ruïnós                               | 41° 44′ 01″ N, 2° 09′ 16″ E / 41.73353944°N,2.15448333°E 642.3 msnm                                                                      |                                            |                                 | Modifica les dades a Wikidata |
|        | Can Niolda            | Sant Quirze Safaja                         | masia        | Estat: no localitzat, possiblement destruït | 41° 42′ 44″ N, 2° 13′ 07″ E / 41.7121°N,2.21858°E 666 msnm                                                                               |                                            |                                 | Modifica les dades a Wikidata |
|        | Can Pereredes         | Sant Quirze Safaja                         | masia        |                                             | 41° 43′ 41″ N, 2° 09′ 06″ E / 41.72800556°N,2.15180083°E 593 msnm                                                                        |                                            |                                 | Modifica les dades a Wikidata |
|        | Can Rellamat          | Sant Quirze Safaja                         | masia        | Estat: ruïnós                               | 41° 42′ 37″ N, 2° 13′ 55″ E / 41.710238°N,2.232068°E 772 msnm                                                                            |                                            |                                 | Modifica les dades a Wikidata |
|        | Can Riera             | Sant Quirze Safaja                         | masia        |                                             | 41° 44′ 08″ N, 2° 09′ 36″ E / 41.73566306°N,2.16007778°E 711 msnm                                                                        |                                            |                                 | Modifica les dades a Wikidata |
|        | Can Rombella          | Sant Quirze Safaja                         | masia        | Estat: ruïnós                               | 41° 43′ 44″ N, 2° 14′ 10″ E / 41.72876944°N,2.23612222°E 825 msnm                                                                        |                                            |                                 | Modifica les dades a Wikidata |
|        | Can Saloma            | Sant Quirze Safaja                         | masia        | Estat: enderrocat o destruït                | 41° 42′ 54″ N, 2° 13′ 32″ E / 41.7149°N,2.22565°E 725 msnm                                                                               |                                            |                                 | Modifica les dades a Wikidata |
|        | Can Sants             | Sant Quirze Safaja                         | masia        |                                             | 41° 43′ 56″ N, 2° 10′ 58″ E / 41.7321°N,2.18289°E 685 msnm                                                                               |                                            |                                 | Modifica les dades a Wikidata |
|        | Can Serracarbassa     | Sant Quirze Safaja                         | masia        | Estil: arquitectura popular                 | 41° 44′ 43″ N, 2° 10′ 22″ E / 41.745348°N,2.172832°E ca:Camí de Barnils, 6                                                               | bé integrant del patrimoni cultural català |                                 | Modifica les dades a Wikidata |
|        | Can Serratacó         | Sant Quirze Safaja                         | masia        | Estil: arquitectura popular                 | 41° 44′ 44″ N, 2° 10′ 21″ E / 41.74565278°N,2.17245556°E 41° 44′ 44″ N, 2° 10′ 21″ E / 41.7456°N,2.17247°E ca:Camí de Barnils 774.2 msnm | bé integrant del patrimoni cultural català | Can Serratacó                   | Modifica les dades a Wikidata |
|        | Can Torrents          | Sant Quirze Safaja                         | masia        |                                             | 41° 43′ 38″ N, 2° 09′ 37″ E / 41.72732778°N,2.160275°E 585.7 msnm                                                                        |                                            |                                 | Modifica les dades a Wikidata |
|        | Can Volant            | Sant Quirze Safaja                         | masia        | Estat: ruïnós                               | 41° 43′ 27″ N, 2° 14′ 09″ E / 41.72417778°N,2.2358625°E 838 msnm                                                                         |                                            |                                 | Modifica les dades a Wikidata |
|        | Caseta de Sant Miquel | Sant Quirze Safaja                         | masia        |                                             | 41° 43′ 00″ N, 2° 11′ 31″ E / 41.716624°N,2.192°E 500.5 msnm                                                                             |                                            | Caseta de Sant Miquel           | Modifica les dades a Wikidata |
|        | Mas Cucut             | Sant Quirze Safaja                         | masia        | Estat: ruïnós                               | 41° 43′ 48″ N, 2° 10′ 26″ E / 41.72994722°N,2.17392778°E 739.4 msnm                                                                      |                                            |                                 | Modifica les dades a Wikidata |
|        | Masia Coll de Poses   | Sant Quirze Safaja                         | masia        |                                             | 41° 42′ 58″ N, 2° 09′ 14″ E / 41.7161°N,2.15395°E 696.7 msnm                                                                             |                                            | Masia Coll de Poses             | Modifica les dades a Wikidata |
|        | Plana Serra           | Sant Quirze Safaja                         | masia        |                                             | 41° 43′ 48″ N, 2° 10′ 48″ E / 41.73005833°N,2.17988611°E 703.7 msnm                                                                      |                                            |                                 | Modifica les dades a Wikidata |
|        | Poses                 | Sant Quirze Safaja                         | masia        |                                             | 41° 43′ 12″ N, 2° 09′ 17″ E / 41.7199°N,2.15470556°E 703.6 msnm                                                                          |                                            | Poses (Sant Quirze Safaja)      | Modifica les dades a Wikidata |
|        | Pregona               | Sant Quirze Safaja                         | masia        |                                             | 41° 43′ 31″ N, 2° 08′ 31″ E / 41.7254°N,2.14197°E 665.7 msnm                                                                             |                                            |                                 | Modifica les dades a Wikidata |
|        | Puigciró              | Sant Quirze Safaja                         | masia        | Estat: enderrocat o destruït                | 41° 42′ 44″ N, 2° 14′ 14″ E / 41.71210278°N,2.23729444°E 844 msnm                                                                        |                                            |                                 | Modifica les dades a Wikidata |
|        | Serracarbassa         | Sant Quirze Safaja                         | masia        |                                             | 41° 44′ 43″ N, 2° 10′ 22″ E / 41.7454°N,2.17279°E 774.3 msnm                                                                             |                                            |                                 | Modifica les dades a Wikidata |
|        | el Badó               | Sant Quirze Safaja                         | masia        |                                             | 41° 43′ 17″ N, 2° 09′ 28″ E / 41.721342°N,2.157848°E 703.6 msnm                                                                          |                                            | El Badó                         | Modifica les dades a Wikidata |
|        | el Cerdà              | Sant Quirze Safaja                         | masia        |                                             | 41° 43′ 35″ N, 2° 09′ 44″ E / 41.72648333°N,2.16223611°E 592 msnm                                                                        |                                            |                                 | Modifica les dades a Wikidata |
|        | el Revolt             | Sant Quirze Safaja                         | masia        |                                             | 41° 43′ 25″ N, 2° 10′ 09″ E / 41.723659°N,2.169298°E 599.3 msnm                                                                          |                                            |                                 | Modifica les dades a Wikidata |
|        | el Serrà              | Sant Quirze Safaja                         | masia        |                                             | 41° 43′ 23″ N, 2° 11′ 15″ E / 41.72318889°N,2.18742222°E 703.6 msnm                                                                      |                                            |                                 | Modifica les dades a Wikidata |
|        | el Soler de Bertí     | Sant Quirze Safaja                         | masia        | Estat: ruïnós                               | 41° 43′ 11″ N, 2° 12′ 40″ E / 41.71965278°N,2.21098056°E 795 msnm                                                                        |                                            |                                 | Modifica les dades a Wikidata |
|        | el Sot del Grau       | Sant Quirze Safaja                         | masia        |                                             | 41° 43′ 01″ N, 2° 14′ 08″ E / 41.717°N,2.23552°E 825 msnm                                                                                |                                            |                                 | Modifica les dades a Wikidata |
|        | el Traver             | Sant Quirze Safaja                         | masia        |                                             | 41° 42′ 36″ N, 2° 13′ 35″ E / 41.709913°N,2.226493°E 764 msnm                                                                            |                                            | El Traver de Bertí              | Modifica les dades a Wikidata |
|        | els Plans             | Sant Quirze Safaja                         | masia        |                                             | 41° 43′ 52″ N, 2° 11′ 09″ E / 41.7312°N,2.18582°E 681.1 msnm                                                                             |                                            |                                 | Modifica les dades a Wikidata |
|        | l'Onyó                | Sant Quirze Safaja                         | masia        | Estat: ruïnós                               | 41° 42′ 59″ N, 2° 12′ 09″ E / 41.71647222°N,2.20249861°E 729 msnm                                                                        |                                            |                                 | Modifica les dades a Wikidata |
|        | l'Ullar               | Sant Quirze Safaja                         | masia        |                                             | 41° 42′ 44″ N, 2° 12′ 37″ E / 41.7123°N,2.21035°E 670 msnm                                                                               |                                            |                                 | Modifica les dades a Wikidata |
|        | la Casanova           | Sant Quirze Safaja                         | masia        | Estat: enderrocat o destruït                | 41° 43′ 28″ N, 2° 14′ 28″ E / 41.72446944°N,2.24112778°E 634 msnm                                                                        |                                            |                                 | Modifica les dades a Wikidata |
|        | la Caseta             | Sant Quirze Safaja                         | masia        | Estat: enderrocat o destruït                | 41° 43′ 09″ N, 2° 12′ 54″ E / 41.7191°N,2.21499°E 727 msnm                                                                               |                                            |                                 | Modifica les dades a Wikidata |
|        | la Corona             | Sant Quirze Safaja                         | masia        | Estil: arquitectura popular                 | 41° 44′ 29″ N, 2° 09′ 56″ E / 41.74129444°N,2.16548889°E                                                                                 | bé integrant del patrimoni cultural català | Masia Corona                    | Modifica les dades a Wikidata |
|        | la Feu                | Sant Quirze Safaja                         | masia        | Estat: enderrocat o destruït                | 41° 43′ 30″ N, 2° 13′ 15″ E / 41.72509167°N,2.22093056°E 836 msnm                                                                        |                                            |                                 | Modifica les dades a Wikidata |
|        | la Rovira             | el Figaró-Montmany Sant Quirze Safaja      | masia        |                                             | 41° 42′ 38″ N, 2° 14′ 29″ E / 41.71049722°N,2.24125556°E ca:Montmany 605.6 msnm                                                          |                                            |                                 | Modifica les dades a Wikidata |
|        | la Rovireta           | Sant Quirze Safaja                         | masia        |                                             | 41° 44′ 06″ N, 2° 10′ 19″ E / 41.73490333°N,2.17186667°E ca:Camí vell de Puigdolena 708.9 msnm                                           |                                            |                                 | Modifica les dades a Wikidata |
|        | la Serra              | Sant Quirze Safaja                         | masia        | Estat: ruïnós                               | 41° 42′ 51″ N, 2° 13′ 07″ E / 41.71406667°N,2.21849806°E 737 msnm                                                                        |                                            |                                 | Modifica les dades a Wikidata |
|        | la Tenda              | Sant Quirze Safaja                         | masia        |                                             | 41° 43′ 49″ N, 2° 09′ 06″ E / 41.73028333°N,2.15167694°E 599.8 msnm                                                                      |                                            |                                 | Modifica les dades a Wikidata |
|        | la Teuleria           | Sant Quirze Safaja                         | masia        |                                             | 41° 43′ 18″ N, 2° 09′ 00″ E / 41.72175278°N,2.14996389°E 678.5 msnm                                                                      |                                            |                                 | Modifica les dades a Wikidata |
|        | les Clotes            | Sant Quirze Safaja                         | masia        |                                             | 41° 42′ 59″ N, 2° 10′ 06″ E / 41.71637778°N,2.16827556°E 647.6 msnm                                                                      |                                            | Les Clotes (Sant Quirze Safaja) | Modifica les dades a Wikidata |
|        | les Ferreries         | Sant Quirze Safaja                         | masia        |                                             | 41° 43′ 21″ N, 2° 10′ 02″ E / 41.7225°N,2.16733°E 575.8 msnm                                                                             |                                            |                                 | Modifica les dades a Wikidata |
|        | les Roquetes          | Sant Martí de Centelles Sant Quirze Safaja | masia        |                                             | 41° 43′ 46″ N, 2° 12′ 04″ E / 41.729371°N,2.201122°E ca:Torrent de Roquetes                                                              |                                            |                                 | Modifica les dades a Wikidata |
|        | les Saleres           | Sant Quirze Safaja                         | masia        |                                             | 41° 43′ 36″ N, 2° 08′ 29″ E / 41.7268°N,2.14149°E 676.3 msnm                                                                             |                                            |                                 | Modifica les dades a Wikidata |
|        | les Torres            | Sant Quirze Safaja                         | masia        | Estil: arquitectura popular 18th century    | 41° 43′ 05″ N, 2° 10′ 28″ E / 41.718°N,2.17432°E ca:Ctra C-1413, km 2,8, a 500 m 576.5 msnm                                              | bé integrant del patrimoni cultural català | Les Torres (Sant Quirze Safaja) | Modifica les dades a Wikidata |

## molí d'aigua
| imatge | Nom                | Ubicat a           | instància de | Detalls                                  | coordenades                                                                                        | Protecció                                  | Commons (més fotos)                     | Dades a WD                    |
| ------ | ------------------ | ------------------ | ------------ | ---------------------------------------- | -------------------------------------------------------------------------------------------------- | ------------------------------------------ | --------------------------------------- | ----------------------------- |
|        | Molí de Baix       | Sant Quirze Safaja | molí d'aigua | Estil: arquitectura popular              | 41° 42′ 37″ N, 2° 10′ 41″ E / 41.710277777777776°N,2.1780555555555554°E 532.3 msnm                 | bé integrant del patrimoni cultural català |                                         | Modifica les dades a Wikidata |
|        | Molí de Llobateres | Sant Quirze Safaja | molí d'aigua | Estil: arquitectura popular 13rd century | 41° 42′ 59″ N, 2° 10′ 17″ E / 41.71625833°N,2.17138333°E ca:Ctra C-1413, km 2,8, a 800 m. 555 msnm | bé cultural d'interès nacional             | Molí de Llobateres (Sant Quirze Safaja) | Modifica les dades a Wikidata |

## muntanya
| imatge | Nom                  | Ubicat a           | instància de | Detalls | coordenades                                                         | Protecció | Commons (més fotos) | Dades a WD                    |
| ------ | -------------------- | ------------------ | ------------ | ------- | ------------------------------------------------------------------- | --------- | ------------------- | ----------------------------- |
|        | Puig Ciró            | Sant Quirze Safaja | muntanya     |         | 41° 42′ 41″ N, 2° 14′ 08″ E / 41.711333°N,2.235541°E 857 msnm       |           | Puig Ciró           | Modifica les dades a Wikidata |
|        | Puig Descalç         | Sant Quirze Safaja | muntanya     |         | 41° 43′ 05″ N, 2° 13′ 27″ E / 41.71798°N,2.224303°E 848 msnm        |           | Puig Descalç        | Modifica les dades a Wikidata |
|        | Puig d'Olena         | Sant Quirze Safaja | muntanya     |         | 41° 43′ 56″ N, 2° 10′ 43″ E / 41.73235278°N,2.17858056°E 823 msnm   |           | Puig d'Olena        | Modifica les dades a Wikidata |
|        | Puiggarí             | Sant Quirze Safaja | muntanya     |         | 41° 43′ 06″ N, 2° 10′ 03″ E / 41.71829944°N,2.16759444°E 707.4 msnm |           |                     | Modifica les dades a Wikidata |
|        | Putjota Gran         | Sant Quirze Safaja | muntanya     |         | 41° 42′ 43″ N, 2° 13′ 40″ E / 41.71205°N,2.22786111°E 770.9 msnm    |           |                     | Modifica les dades a Wikidata |
|        | Putjota Petita       | Sant Quirze Safaja | muntanya     |         | 41° 42′ 42″ N, 2° 13′ 24″ E / 41.71166944°N,2.22338611°E 775.5 msnm |           |                     | Modifica les dades a Wikidata |
|        | Serrat de les Vinyes | Sant Quirze Safaja | muntanya     |         | 41° 43′ 10″ N, 2° 08′ 14″ E / 41.71941667°N,2.13727778°E 804.1 msnm |           |                     | Modifica les dades a Wikidata |
|        | Turó de l'Onyó       | Sant Quirze Safaja | muntanya     |         | 41° 43′ 04″ N, 2° 12′ 32″ E / 41.71775111°N,2.20895833°E 739.8 msnm |           |                     | Modifica les dades a Wikidata |
|        | Turó de l'Ullar      | Sant Quirze Safaja | muntanya     |         | 41° 42′ 32″ N, 2° 12′ 31″ E / 41.70885°N,2.20853611°E 648 msnm      |           | Turó de l'Ullar     | Modifica les dades a Wikidata |
|        | Turó del Pi Gros     | Sant Quirze Safaja | muntanya     |         | 41° 44′ 00″ N, 2° 09′ 34″ E / 41.73341194°N,2.15947222°E 702.2 msnm |           |                     | Modifica les dades a Wikidata |
|        | el Puntot            | Sant Quirze Safaja | muntanya     |         | 41° 45′ 02″ N, 2° 10′ 56″ E / 41.750675°N,2.182147°E 826 msnm       |           |                     | Modifica les dades a Wikidata |
|        | la Carassa           | Sant Quirze Safaja | muntanya     |         | 41° 44′ 23″ N, 2° 11′ 09″ E / 41.7396°N,2.18575°E 845.9 msnm        |           |                     | Modifica les dades a Wikidata |

## nucli d'entitat singular de població
| imatge | Nom                 | Ubicat a           | instància de                         | Detalls | coordenades                                                       | Protecció | Commons (més fotos) | Dades a WD                    |
| ------ | ------------------- | ------------------ | ------------------------------------ | ------- | ----------------------------------------------------------------- | --------- | ------------------- | ----------------------------- |
|        | el Pla del Badó     | Sant Quirze Safaja | nucli d'entitat singular de població | 106 hab | 41° 43′ 22″ N, 2° 09′ 21″ E / 41.72268333°N,2.15570833°E 725 msnm |           |                     | Modifica les dades a Wikidata |
|        | els Pinars del Badó | Sant Quirze Safaja | nucli d'entitat singular de població | 114 hab | 41° 43′ 00″ N, 2° 09′ 37″ E / 41.71670389°N,2.16034444°E 700 msnm |           | Els Pinars del Badó | Modifica les dades a Wikidata |
|        | les Clotes          | Sant Quirze Safaja | nucli d'entitat singular de població | 117 hab | 41° 42′ 52″ N, 2° 10′ 07″ E / 41.71458333°N,2.16855889°E 704 msnm |           |                     | Modifica les dades a Wikidata |

## nucli de població
| imatge | Nom                    | Ubicat a           | instància de                   | Detalls | coordenades                                              | Protecció | Commons (més fotos) | Dades a WD                    |
| ------ | ---------------------- | ------------------ | ------------------------------ | ------- | -------------------------------------------------------- | --------- | ------------------- | ----------------------------- |
|        | Can Romera             | Sant Quirze Safaja | nucli de població urbanització |         | 41° 43′ 40″ N, 2° 09′ 00″ E / 41.72779444°N,2.15003333°E |           |                     | Modifica les dades a Wikidata |
|        | la Rambla de la Pineda | Sant Quirze Safaja | nucli de població urbanització |         | 41° 43′ 02″ N, 2° 09′ 30″ E / 41.71730194°N,2.15839167°E |           |                     | Modifica les dades a Wikidata |
|        | les Torres             | Sant Quirze Safaja | nucli de població urbanització |         | 41° 43′ 05″ N, 2° 10′ 23″ E / 41.71816139°N,2.17318056°E |           |                     | Modifica les dades a Wikidata |

## pont
| imatge | Nom                   | Ubicat a           | instància de | Detalls                     | coordenades                                                                                          | Protecció                                  | Commons (més fotos)                     | Dades a WD                    |
| ------ | --------------------- | ------------------ | ------------ | --------------------------- | --- | ------------------------------------------ | --------------------------------------- | ----------------------------- |
|        | Pont de la Vinyota    | Sant Quirze Safaja | pont         | Llarg: 16m Ample: 5.5m      | 41° 43′ 43″ N, 2° 10′ 41″ E / 41.72866944°N,2.17813889°E 642.7 msnm                                  |                                            |                                         | Modifica les dades a Wikidata |
|        | Pont de les Ferreries | Sant Quirze Safaja | pont         | Llarg: 36m Ample: 5.5m      | 41° 43′ 23″ N, 2° 09′ 59″ E / 41.7231805556°N,2.16651666667°E 577.7 msnm                             |                                            |                                         | Modifica les dades a Wikidata |
|        | Pont del Rossinyol    | Sant Quirze Safaja | pont         | Estil: arquitectura popular | 41° 42′ 57″ N, 2° 11′ 29″ E / 41.7158°N,2.19152°E ca:A l'entrada del Monestir de Sant Miquel del Fai | bé integrant del patrimoni cultural català | Pont del Rossinyol (Sant Quirze Safaja) | Modifica les dades a Wikidata |
|        | Pont del Solà         | Sant Quirze Safaja | pont         | Llarg: 8.5m Ample: 6.5m     | 41° 43′ 43″ N, 2° 08′ 49″ E / 41.7284916667°N,2.14701111111°E 604 msnm                               |                                            |                                         | Modifica les dades a Wikidata |
|        | Pont dels Tres Ulls   | Sant Quirze Safaja | pont         | Llarg: 15m Ample: 5.5m      | 41° 43′ 31″ N, 2° 10′ 08″ E / 41.7252944444°N,2.16884722222°E 588.7 msnm                             |                                            |                                         | Modifica les dades a Wikidata |

## pou de neu
| imatge | Nom                        | Ubicat a           | instància de | Detalls                     | coordenades                                                | Protecció                                  | Commons (més fotos) | Dades a WD                    |
| ------ | -------------------------- | ------------------ | ------------ | --------------------------- | ---------------------------------------------------------- | ------------------------------------------ | ------------------- | ----------------------------- |
|        | La Poua Gran de la Pregona | Sant Quirze Safaja | pou de neu   | Estil: arquitectura popular | 41° 43′ 40″ N, 2° 08′ 48″ E / 41.727765°N,2.14678°E        | bé integrant del patrimoni cultural català |                     | Modifica les dades a Wikidata |
|        | La Poua de la Pregona      | Sant Quirze Safaja | pou de neu   | Estil: arquitectura popular | 41° 43′ 40″ N, 2° 08′ 48″ E / 41.7279°N,2.14678°E          | bé integrant del patrimoni cultural català |                     | Modifica les dades a Wikidata |
|        | Poua de les Torres         | Sant Quirze Safaja | pou de neu   |                             | 41° 43′ 13″ N, 2° 10′ 35″ E / 41.7204°N,2.17647°E 557 msnm |                                            |                     | Modifica les dades a Wikidata |

## salt d'aigua
| imatge | Nom                              | Ubicat a                                   | instància de | Detalls | coordenades                                                         | Protecció | Commons (més fotos)                              | Dades a WD                    |
| ------ | -------------------------------- | ------------------------------------------ | ------------ | ------- | ------------------------------------------------------------------- | --------- | ------------------------------------------------ | ----------------------------- |
|        | Cascada de Roca Gironella        | Sant Quirze Safaja                         | salt d'aigua |         | 41° 43′ 29″ N, 2° 11′ 37″ E / 41.72470278°N,2.19351944°E 555 msnm   |           | Cascada de Roca Gironella                        | Modifica les dades a Wikidata |
|        | Cascada del Molí                 | Sant Quirze Safaja                         | salt d'aigua |         | 41° 42′ 55″ N, 2° 10′ 31″ E / 41.71518056°N,2.17523611°E 525 msnm   |           |                                                  | Modifica les dades a Wikidata |
|        | Salt d'aigua del Rossinyol       | Sant Quirze Safaja Bigues i Riells del Fai | salt d'aigua |         | 41° 42′ 58″ N, 2° 11′ 24″ E / 41.716141°N,2.190098°E 360 460 msnm   |           | Waterfall of El Rossinyol at Sant Miquel del Fai | Modifica les dades a Wikidata |
|        | Salt d'aigua del Torrent del Gat | Sant Quirze Safaja                         | salt d'aigua |         | 41° 42′ 31″ N, 2° 11′ 44″ E / 41.70866944°N,2.195425°E 500 550 msnm |           | Salt d'aigua del Torrent del Gat                 | Modifica les dades a Wikidata |
|        | Salt de Llòbrega                 | Sant Quirze Safaja                         | salt d'aigua |         | 41° 42′ 27″ N, 2° 12′ 51″ E / 41.7074°N,2.21419°E                   |           |                                                  | Modifica les dades a Wikidata |

## serra
| imatge | Nom                                      | Ubicat a                                                           | instància de                                        | Detalls                                     | coordenades                                                         | Protecció | Commons (més fotos)    | Dades a WD                    |
| ------ | ---------------------------------------- | ------------------------------------------------------------------ | --------------------------------------------------- | ------------------------------------------- | ------------------------------------------------------------------- | --------- | ---------------------- | ----------------------------- |
|        | Cingles de Bertí                         | Sant Quirze Safaja Bigues i Riells del Fai Sant Martí de Centelles | serra àrea protegida Pla d'Espais d'Interès Natural | 1992 Llarg: 13.5km Superfície: 4230.36419ha | 41° 42′ 58″ N, 2° 11′ 25″ E / 41.7161°N,2.19038°E                   |           | Cingles de Bertí       | Modifica les dades a Wikidata |
|        | La Pineda (Sant Quirze Safaja)           | Sant Quirze Safaja                                                 | serra                                               |                                             | 41° 43′ 43″ N, 2° 08′ 43″ E / 41.7285°N,2.1454°E                    |           |                        | Modifica les dades a Wikidata |
|        | La Roureda (Sant Quirze Safaja)          | Sant Quirze Safaja                                                 | serra roureda                                       |                                             | 41° 43′ 11″ N, 2° 09′ 02″ E / 41.7196°N,2.15045°E                   |           |                        | Modifica les dades a Wikidata |
|        | Morro del Xai                            | Sant Quirze Safaja                                                 | serra                                               |                                             | 41° 43′ 08″ N, 2° 11′ 01″ E / 41.7189°N,2.18358°E                   |           |                        | Modifica les dades a Wikidata |
|        | Serra de Bernils (Sant Quirze Safaja)    | Sant Quirze Safaja                                                 | serra                                               |                                             | 41° 44′ 31″ N, 2° 09′ 58″ E / 41.74188889°N,2.16611111°E 761.6 msnm |           |                        | Modifica les dades a Wikidata |
|        | Serra de la Rovireta                     | Sant Quirze Safaja                                                 | serra                                               |                                             | 41° 44′ 10″ N, 2° 10′ 10″ E / 41.7361°N,2.16948°E 769 msnm          |           |                        | Modifica les dades a Wikidata |
|        | Serra de les Vinyes                      | Sant Quirze Safaja                                                 | serra                                               |                                             | 41° 43′ 10″ N, 2° 08′ 14″ E / 41.7194°N,2.13728°E                   |           |                        | Modifica les dades a Wikidata |
|        | Serra del Bosc Gran                      | Sant Quirze Safaja                                                 | serra                                               |                                             | 41° 42′ 58″ N, 2° 07′ 49″ E / 41.715998°N,2.130364°E                |           |                        | Modifica les dades a Wikidata |
|        | Serra del Magre (Bertí)                  | Sant Quirze Safaja                                                 | serra                                               |                                             |                                                                     |           |                        | Modifica les dades a Wikidata |
|        | Serrat de Pregona                        | Sant Quirze Safaja                                                 | serra                                               |                                             |                                                                     |           |                        | Modifica les dades a Wikidata |
|        | Serrat de Querós                         | Sant Quirze Safaja                                                 | serra                                               |                                             |                                                                     |           |                        | Modifica les dades a Wikidata |
|        | Serrat de l'Escaiola                     | Sant Quirze Safaja                                                 | serra                                               |                                             |                                                                     |           |                        | Modifica les dades a Wikidata |
|        | Serrat de l'Onyó                         | Sant Quirze Safaja                                                 | serra                                               |                                             |                                                                     |           |                        | Modifica les dades a Wikidata |
|        | Serrat de la Codina (Sant Quirze Safaja) | Sant Quirze Safaja                                                 | serra                                               |                                             | 41° 44′ 24″ N, 2° 10′ 27″ E / 41.74°N,2.17403°E 779.3 msnm          |           |                        | Modifica les dades a Wikidata |
|        | Serrat de la Creueta                     | Castellcir Sant Martí de Centelles Sant Quirze Safaja              | serra                                               |                                             | 41° 45′ 32″ N, 2° 11′ 11″ E / 41.759°N,2.1864°E                     |           |                        | Modifica les dades a Wikidata |
|        | Serrat de la Sabatera                    | Sant Quirze Safaja                                                 | serra                                               |                                             | 41° 43′ 38″ N, 2° 07′ 52″ E / 41.72726389°N,2.13099722°E 795.4 msnm |           |                        | Modifica les dades a Wikidata |
|        | Serrat de les Escorces                   | Sant Quirze Safaja                                                 | serra                                               |                                             | 944 msnm                                                            |           | Serrat de les Escorces | Modifica les dades a Wikidata |
|        | Serrat del Colomer (Bertí)               | Sant Quirze Safaja                                                 | serra                                               |                                             |                                                                     |           |                        | Modifica les dades a Wikidata |
|        | Serrat del Maset                         | Sant Quirze Safaja                                                 | serra                                               |                                             | 41° 42′ 58″ N, 2° 08′ 38″ E / 41.716°N,2.14398°E                    |           |                        | Modifica les dades a Wikidata |
|        | Serrat del Soler (Bertí)                 | Sant Quirze Safaja                                                 | serra                                               |                                             | 41° 43′ 25″ N, 2° 13′ 13″ E / 41.72372222°N,2.22027778°E 866.8 msnm |           |                        | Modifica les dades a Wikidata |

## Misc
| imatge | Nom                                       | Ubicat a                                                                                   | instància de                                                                   | Detalls                                      | coordenades                                                                                         | Protecció                                            | Commons (més fotos)     | Dades a WD                    |
| ------ | ----------------------------------------- | ------------------------------------------------------------------------------------------ | ------------------------------------------------------------------------------ | -------------------------------------------- | --------------------------------------------------------------------------------------------------- | ---------------------------------------------------- | ----------------------- | ----------------------------- |
|        | Cisterna de Can Barnils                   | Sant Quirze Safaja                                                                         | cisterna                                                                       | Estil: arquitectura popular                  | 41° 45′ 16″ N, 2° 11′ 07″ E / 41.754371°N,2.185153°E ca:Camí de can Barnils, Dalt la Serra 827 msnm | bé integrant del patrimoni cultural català           | Cisterna de Can Barnils | Modifica les dades a Wikidata |
|        | Embassament de Sant Quirze Safaja         | Sant Quirze Safaja                                                                         | embassament Ús: regadiu                                                        |                                              | 41° 43′ 55″ N, 2° 09′ 15″ E / 41.7319°N,2.1541°E 609 msnm                                           |                                                      |                         | Modifica les dades a Wikidata |
|        | Espai natural de Gallifa                  | Gallifa Sant Llorenç Savall Granera Castellterçol Sant Quirze Safaja Sant Feliu de Codines | àrea protegida                                                                 |                                              | 41° 41′ 51″ N, 2° 07′ 25″ E / 41.697611111111°N,2.1235833333333°E                                   |                                                      | Parc de Gallifa         | Modifica les dades a Wikidata |
|        | La Rectoria de Sant Quirze Safaja         | Sant Quirze Safaja                                                                         | rectoria                                                                       | Estil: gòtic tardà                           | 41° 43′ 40″ N, 2° 09′ 17″ E / 41.727791°N,2.154829°E                                                | bé integrant del patrimoni cultural català           |                         | Modifica les dades a Wikidata |
|        | Obelisc commemoratiu                      | Sant Quirze Safaja                                                                         | monument                                                                       | Estil: arquitectura popular                  | 41° 45′ 11″ N, 2° 11′ 08″ E / 41.752962°N,2.185626°E                                                | bé integrant del patrimoni cultural català           |                         | Modifica les dades a Wikidata |
|        | Porta del cementiri de Sant Quirze Safaja | Sant Quirze Safaja                                                                         | porta                                                                          | Estil: arquitectura popular                  | 41° 43′ 41″ N, 2° 09′ 19″ E / 41.727947°N,2.155263°E                                                | bé integrant del patrimoni cultural català           |                         | Modifica les dades a Wikidata |
|        | Puigdolena                                | Sant Quirze Safaja                                                                         | edifici sanatori per a tuberculosos Ús: sanatori per a tuberculosos            | 1933                                         | 41° 43′ 53″ N, 2° 10′ 33″ E / 41.7315°N,2.17593°E 703.6 msnm                                        |                                                      | Puigdolena              | Modifica les dades a Wikidata |
|        | Puigfred                                  | Sant Quirze Safaja                                                                         | vèrtex geodèsic                                                                | Alt: 1.2m                                    | 41° 43′ 34″ N, 2° 13′ 55″ E / 41.726138°N,2.23197°E 946.634 msnm                                    |                                                      |                         | Modifica les dades a Wikidata |
|        | Roure Gros del Fabregar                   | Castellcir Sant Quirze Safaja Sant Martí de Centelles                                      | arbre singular                                                                 | Taxon: roure de fulla gran (Quercus petraea) | 41° 45′ 31″ N, 2° 11′ 21″ E / 41.75848056°N,2.18914722°E Serrat de la Creueta 820 msnm              |                                                      |                         | Modifica les dades a Wikidata |
|        | Sant Quirze Safaja                        | Sant Quirze Safaja                                                                         | entitat singular de població capital municipal ens local històric de Catalunya | 671 hab                                      | 41° 43′ 47″ N, 2° 08′ 57″ E / 41.72963827°N,2.14915528°E 613 msnm                                   |                                                      |                         | Modifica les dades a Wikidata |
|        | casa consistorial de Sant Quirze Safaja   | Sant Quirze Safaja                                                                         | casa consistorial                                                              |                                              | 41° 43′ 38″ N, 2° 09′ 11″ E / 41.7273325°N,2.1530824°E                                              |                                                      |                         | Modifica les dades a Wikidata |
|        | el Clascar de Bertí                       | Sant Quirze Safaja                                                                         | casa forta                                                                     | Estil: neogòtic 1298                         | 41° 42′ 54″ N, 2° 13′ 43″ E / 41.715°N,2.22861°E                                                    | bé d'interès cultural bé cultural d'interès nacional | El Clascar de Bertí     | Modifica les dades a Wikidata |